# Segelflug

Segelfliegen im Gebirge

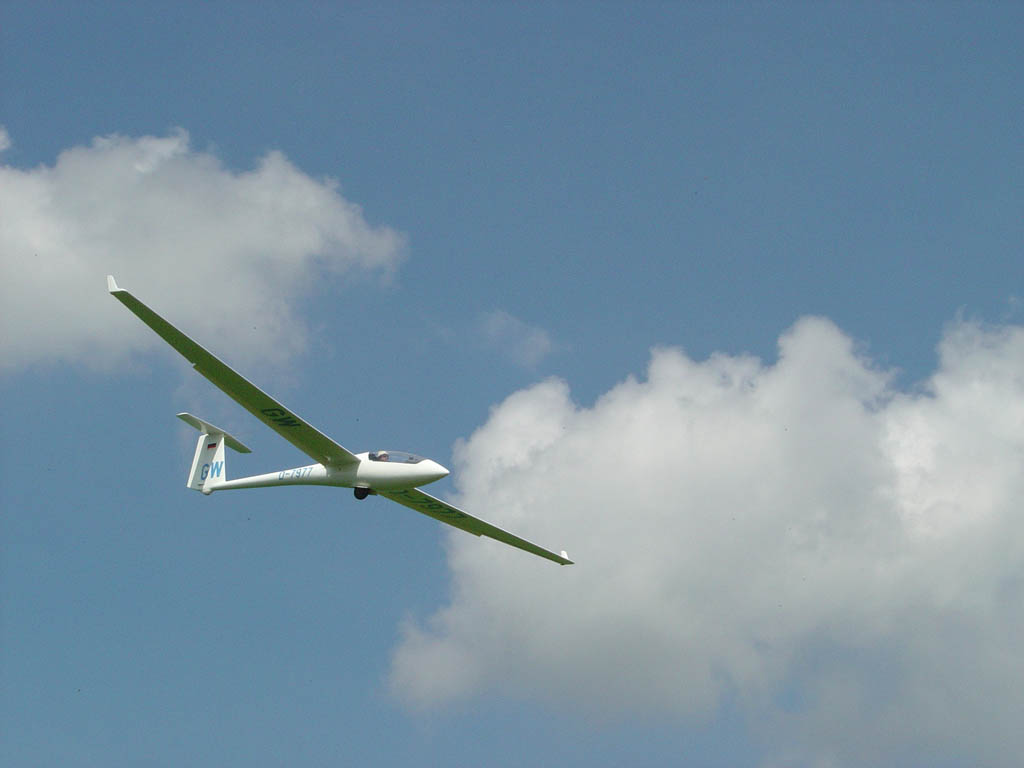
Ein Segelflugzeug im Landeanflug

Der Segelflug ist das motorlose Fliegen mit Segelflugzeugen, Motorseglern und Gleitflugzeugen, wobei auch der kraftsparende Gleitflug, z. B. von Greifvögeln und Albatrossen, als Segeln bezeichnet wird. Bei dieser Art des Fliegens werden thermische oder dynamische Aufwinde genutzt, deren Energie in Höhe und/oder Fluggeschwindigkeit und/oder Reichweite  umgesetzt wird. Die für den Segelflug eingesetzten Flugzeuge sind mit großer Streckung und einer aerodynamisch günstigen Form für ein möglichst großes Gleitverhältnis ausgelegt.

## Geschichte

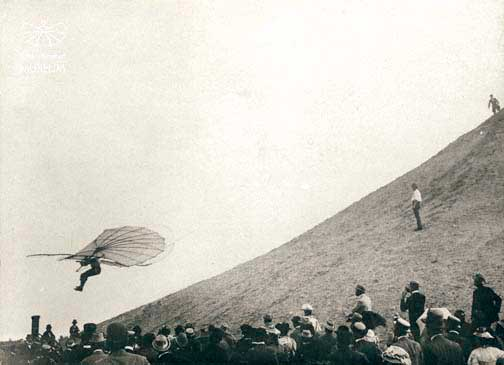
Flug Lilienthals mit dem Normalsegelapparat vom Fliegeberg Lichterfelde am 29. Juni 1895

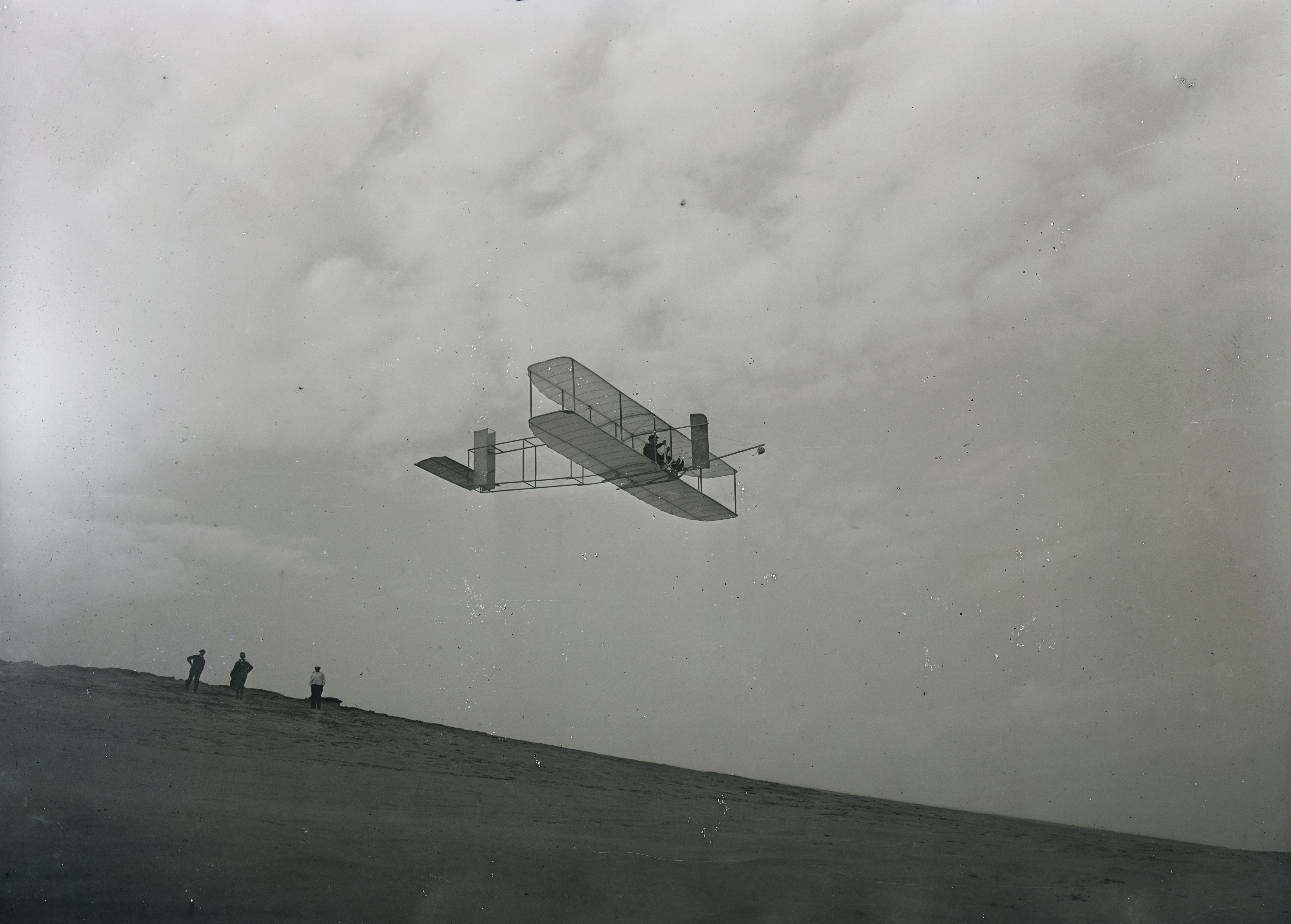
Orville Wright 1911 in Kitty Hawk im Gleiter

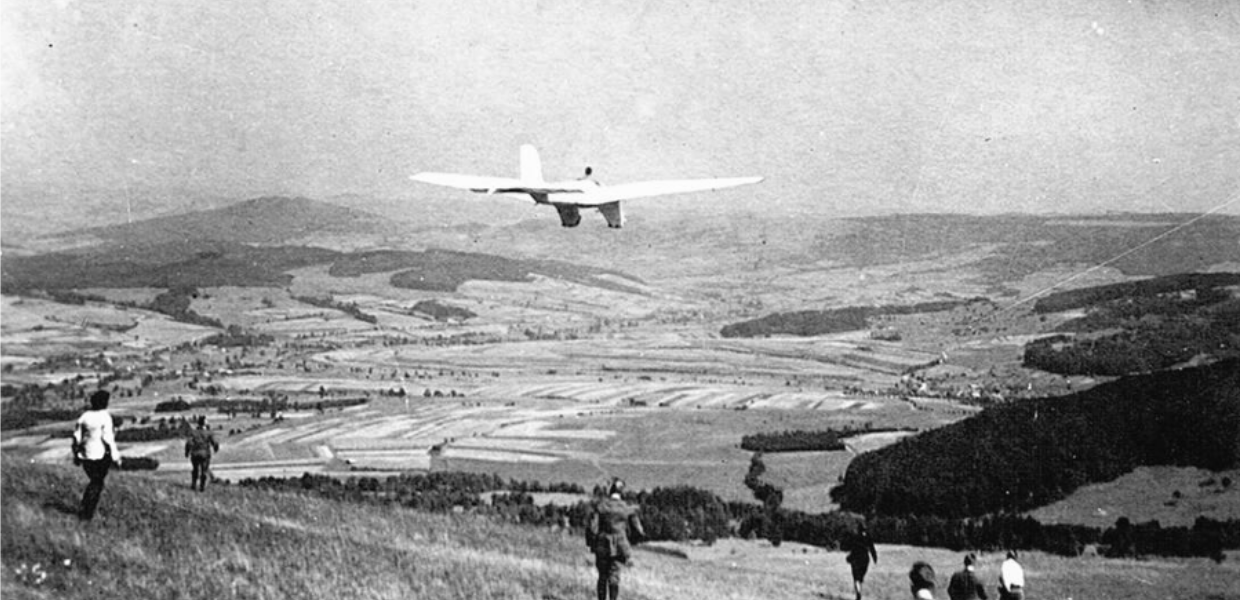
Wolfgang Klemperer 1921 in der Rhön mit der „Blauen Maus“

Schon Otto Lilienthal gelang es um 1895 bei seinen Gleitflugversuchen, den Hangaufwind zur Verlängerung der Flugstrecke zu nutzen. Bei starkem Wind konnte er sogar Höhengewinne erreichen und für einige Zeit über seinem Abflugpunkt schweben. Zeitgleich führte auch Alois Wolfmüller, weitgehend von der Öffentlichkeit unbemerkt, erste Flugversuche am Lechhang bei Landsberg durch. Die Brüder Wright nutzten 1902 den stabilen Hangaufwind der Atlantikküste, um mit ihrem 1902 Wright Glider die Flugsteuerung mit beweglichen Steuerflächen zu testen und bis zur Patentreife zu entwickeln. Bei den dazu durchgeführten Gleitflügen waren sie bis zu 26 Sekunden in der Luft. Im Jahr 1911 nahmen sie ihre Gleitflugstudien am Atlantik wieder auf. Dabei gelang Orville Wright ein vortriebsloser Schwebeflug von nahezu zehn Minuten. Dieser Rekord wurde erst am 30. August 1921 von Wolfgang Klemperer mit der FVA-2 Blaue Maus auf der Wasserkuppe verbessert. Bereits am 18. August 1922 führte Arthur Martens mit dem HAWA Vampyr mit 66 Minuten Flugzeit den ersten motorlosen „Stundenflug“ durch.
Mit der rasanten Entwicklung von Ottomotoren mit hoher Leistung und geringem Gewicht gelang der motorisierte Flug, und der Segelflug geriet zunächst in Vergessenheit, bis der Versailler Vertrag in Deutschland den Motorflug verbot. „Die Sieger des Weltkriegs hatten den Besiegten den Himmel gesperrt“. Zahlreiche Flugbegeisterte, zum Teil die Piloten des Ersten Weltkriegs, aber auch einfach nur Fluginteressierte, vom Jugendlichen bis zum reichen Erben, versammelten sich seit 1920 auf der Wasserkuppe in der Rhön, um hier den motorlosen Flug zu untersuchen und in der Praxis auszuprobieren. Hier erprobten sie völlig unterschiedliche Konzepte von Segelflugapparaten, Starttechniken und Auftriebsnutzungen. „So entstand aus bitterer Not und echtem Lutherstolz der deutsche Segelflug“ (Chronist Peter Supf). Besonders ein Entwickler und Pilot der ersten Stunde, Alexander Lippisch, gelangte durch seine Nurflügelkonstruktionen später zu Weltruhm.

### Wasserkuppe
Alexander Lippisch und Gottlob Espenlaub waren zwei deutsche Flugzeugkonstrukteure, die ihre Karrieren am Flugplatz Wasserkuppe begannen. Dabei wurde auch mit neuen Materialien experimentiert. Die Zelle der F.S.3 von Ferdinand Schulz war zum Beispiel nur aus Tannenbäumen und Türscharnieren gefertigt. Die Bespannung bestand aus alten Armee-Bettbezügen, und die Steuerung erfolgte nur über zwei, Tischtennisschlägern ähnliche, Ruderklappen an den Tragflächenenden. Dadurch erhielt dieses Fluggerät den Spitznamen „Besenstiel“. Trotz dieser einfachen Bauweise konnten damit zahlreiche Rekorde erflogen werden.
Neben der Wasserkuppe entstanden weitere Flugplätze, wie der 1923 errichtete Flugplatz in Hirzenhain (heute Gemeinde Eschenburg im Lahn-Dill-Kreis). An diesem experimentierten Flugbegeisterte mit selbst gebauten Fluggeräten unter großem öffentlichem Interesse.

### Ostpreußen
Ein bedeutender Standort des deutschen Segelflugs war auch das ideal geeignete Dünengelände der Kurischen Nehrung zwischen Ostsee und Kurischem Haff in Ostpreußen. In den Königsberger Werkstätten des Vereins für Luftfahrt baute Ferdinand Schulz 1923 die ersten Segelflugzeuge. Im selben Jahr wurde der erste Wettbewerb als „Erster deutscher Küstensegelflug“ ausgetragen. Die Rhön-Rossitten-Gesellschaft gründete 1926 in Rossitten die berühmte Segelflugschule. Mehrere Weltrekorde wurden erflogen, zuletzt 1938 von Boedecker und Zander ein Dauerflugrekord mit 50 Stunden und 15 Minuten. Ab 1925 flog man auch in Korschenruh am Frischen Haff, wo 1933 eine Fliegerschule eingerichtet wurde. Die samländische Steilküste nördlich von Palmnicken wurde 1929 als Übungsgelände entdeckt.
Aus der Fliegergemeinschaft „Rossitten“ ging 1926 die Studentenverbindung „Fliegerschaft Preußen“ hervor. Ein Mitglied war Carl Friedrich Goerdeler.

### Laucha an der Unstrut
In den 1920er Jahren begannen Segelflieger, bei Laucha an der Unstrut an Hängen der Unstrut zu starten und zu soaren. 
Der Flugplatz Laucha wurde zu einem bedeutenden Segelfluggelände.

### Technische Entwicklung

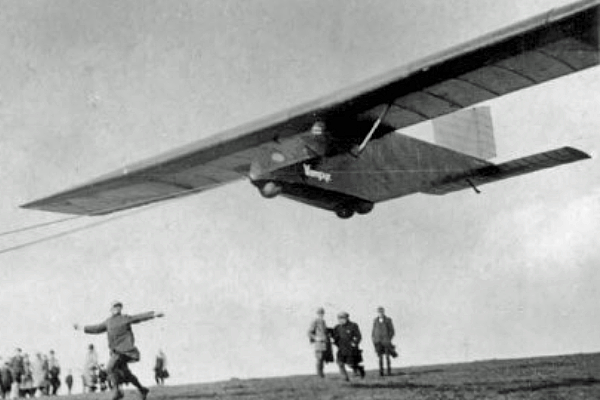
Mit dem HAWA Vampyr gelang 1922 der erste motorlose „Stundenflug“

Die 1921 vorgestellte „Vampyr“ der hannoverschen Akaflieg zeigte, in welche Richtung sich der Segelflugzeugbau entwickeln sollte. Dieser Eindecker hatte zwar noch kleine Streben, sein Luftwiderstand war jedoch durch den sauber ausgeformten, beplankten Rumpf mit kleinem Cockpitausschnitt und die Wahl eines dünneren Flügelprofils im Vergleich zu den in reiner „Junkers-Bauweise“ mit völlig freitragendem, dicken Flügel gebauten Siegern der ersten Rhönwettbewerbe, FVA-1 Schwatze Düvel und FVA-2 Blaue Maus, deutlich vermindert. Diese Auslegung resultierte in einer klaren Leistungsverbesserung, die den Vampyr zum ersten echten Segelflugzeug und „Urahn“ aller späteren Leistungs-Segelflugzeuge machte.
Nur die Wenigsten waren ohne Ausbildung in der Lage, diese komplexen, zumeist auch aerodynamisch instabilen Fluggeräte zu steuern. Viele Versuche, sich das Fliegen im Rahmen der „Erprobung selbstgebastelten Geräts“ autodidaktisch beizubringen, endeten mit mehr oder weniger schwerem „Bruch“. Die ersten erfolgreichen Segelflieger der 1920er-Jahre waren ehemalige Piloten des Ersten Weltkriegs, die das Fliegen bereits prinzipiell beherrschten. Zur Ausbildung geeignete doppelsitzige Gleit- und Segelflugzeuge, auf denen sie ihre Kenntnisse weitergeben konnten, gab es noch nicht, sie erschienen zu schwer und unhandlich für den Gummiseilstart und bodennahen Hangflug. Fritz Stamer entwickelte deshalb um 1924 die bis in die 1960er-Jahre verwendete Ausbildungsmethodik auf einfachen einsitzigen Schulgleitern (Hol’s der Teufel, RRG-1 „Zögling“). Sie ermöglichte eine einigermaßen sichere Flugausbildung hin zum risikoarmen Umstieg auf die damaligen Leistungssegler.

### Nationalsozialistisches Deutschland

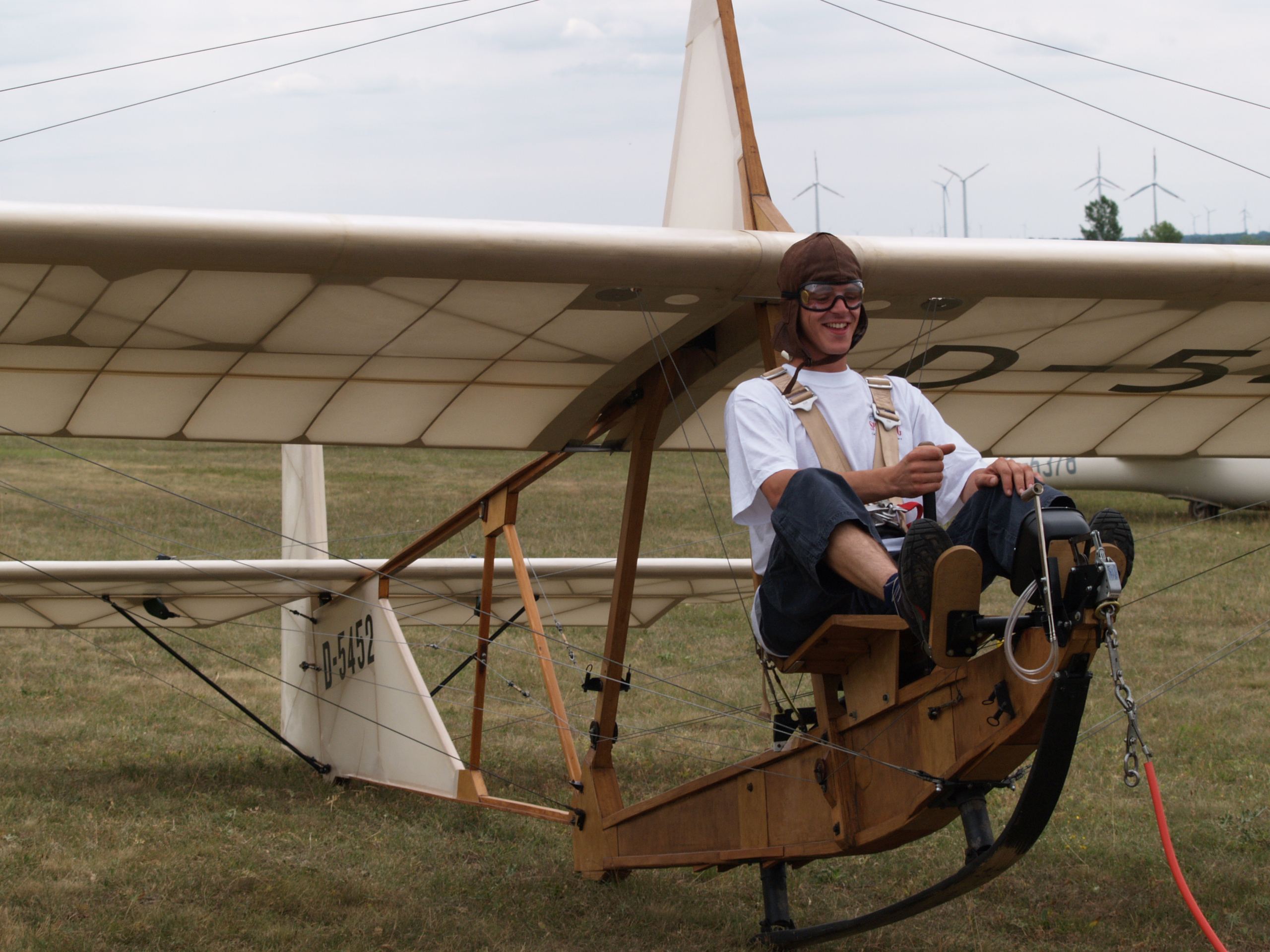
Der Schulgleiter SG 38

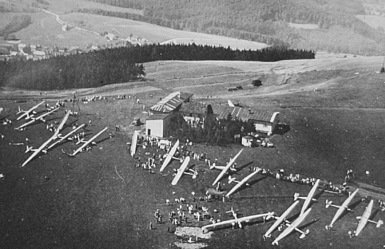
Wasserkuppe 1935, ab 1937 eine Reichssegelflugschule des NS-Fliegerkorps

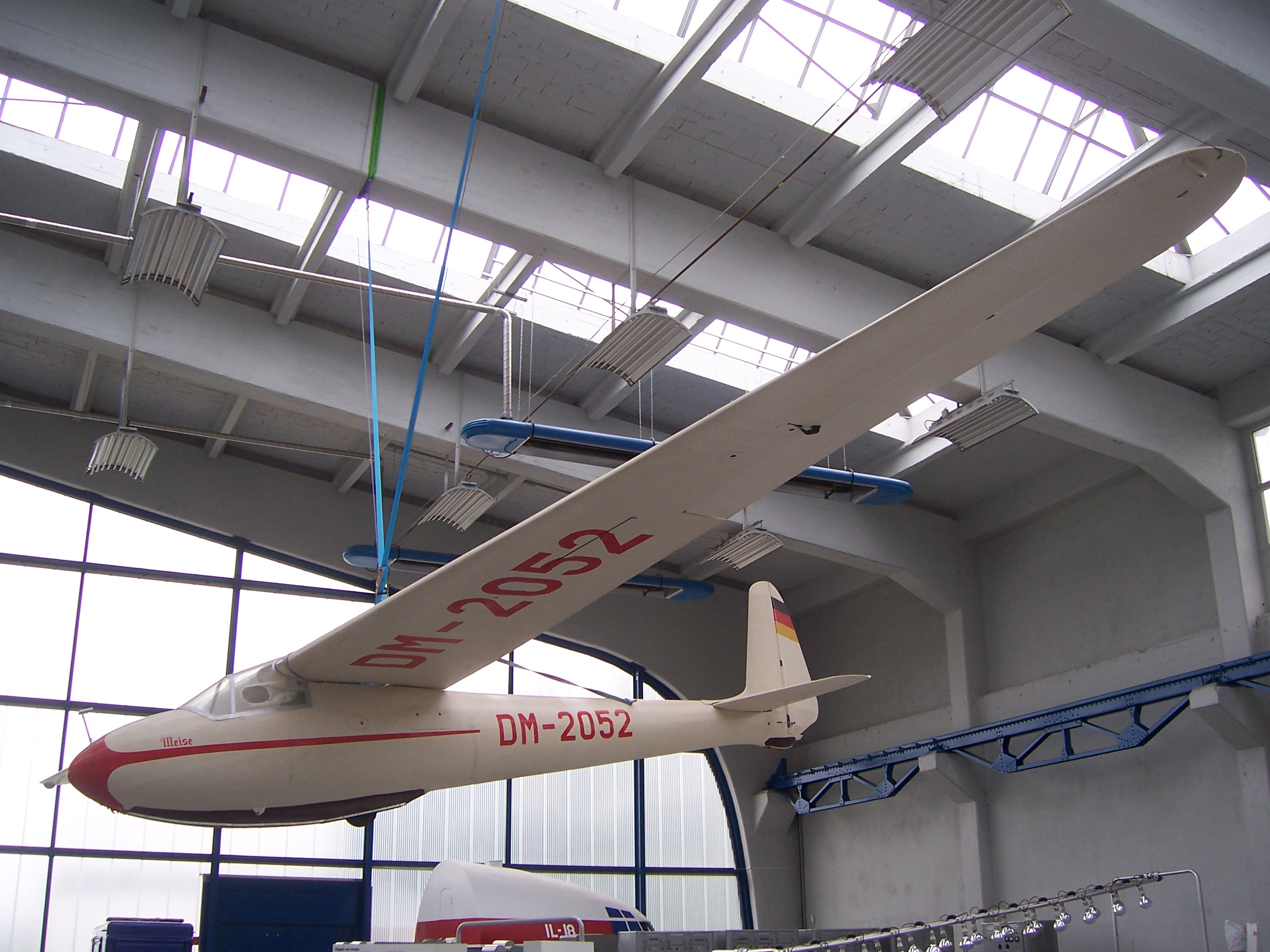
DFS Olympia Meise, entwickelt für die Olympischen Spiele 1940

Der Reichswehr war bewusst, dass das Segelfliegen eine hervorragende Ausbildungsmöglichkeit für zukünftiges Personal späterer Luftstreitkräfte bot. Deshalb wurde nach der Machtergreifung im Jahre 1933 der gesamte Luftsport in Deutschland neu geordnet. Die meisten Gruppen und Organisationen des Segelflugs und des sonstigen Luftsports wurden zwangsweise aufgelöst und, zusammen mit den Fliegerstaffeln der SA, SS und Stahlhelm, unter dem Deutschen Luftsportverband (DLV) gleichgeschaltet. Hinzu kamen aus der Reichswehr formell ausgeschiedene Soldaten als Fliegerschaft. Vorsitzender wurde Bruno Loerzer. Letztendlich war der DLV eine paramilitärische Tarnorganisation zur Aufstellung der Luftwaffe. Der Segelflug hatte ab diesem Zeitpunkt vornehmlich zur Werbung und vormilitärischen, fliegerischen Ausbildung Jugendlicher und junger Erwachsener für die zukünftige Luftwaffe zu dienen. Aus der Forschungsabteilung der Rhön-Rossitten-Gesellschaft wurde 1933 das Deutsche Institut für Segelflug und 1937 die Deutsche Forschungsanstalt für Segelflug (DFS) und zu einer der großen deutschen Luftfahrtforschungsanstalten weiterentwickelt. Der hohe Bedarf an Ausbildungsgerät führte zur systematischen Entwicklung von einsitzigen Schulgleitern wie dem SG 38, der in hoher Anzahl von Firmen oder als Selbstbau hergestellt wurde.
Nach der Offenlegung der Luftwaffe im Jahre 1935 wurden zwei Jahre später die im DLV verbliebenen Organisationen in das neu gegründete Nationalsozialistische Fliegerkorps (NSFK) überführt. Damit hatte die Ausübung des Luftsports und damit auch des Segelflugs im Deutschen Reich nach den Richtlinien des Korpsführers des NSFK zu erfolgen. Das NSFK war eine Körperschaft des öffentlichen Rechts und unterstand direkt dem Reichsluftfahrtminister Hermann Göring. Der Korpsführer war ein aktiver General der Luftwaffe.
Aufgrund eines Abkommens zwischen dem Korpsführer NSFK und dem Reichsjugendführer wurde der fliegerische Nachwuchs systematisch ausgewählt. Zunächst erfasst in den Arbeitsgemeinschaften des Deutschen Jungvolks (DJ), wurden die zehn- bis 14-jährigen Pimpfe im Modellbau und Modellflug unterrichtet. Im Alter von 14 bis 18 Jahren ging es in den Luftsportscharen der Hitlerjugend (HJ) an den Bau von Gleit- und Segelflugzeugen sowie die praktische Schulung darauf. Mit 18 Jahren wurden die Hitlerjungen in die entsprechenden Stürme des NSFK zwecks Weiterbildung im Segelflug und abschließend dem Motorflug auf Kleinflugzeugen übernommen. Sie erhielten eine fliegerische Beurteilung der entsprechenden NSFK-Ausbilder und wurden automatisch von den Wehrersatzbehörden erfasst. Sie waren Teil der Luftgaureserve und wurden im Regelfall zum Wehrdienst in die Luftwaffe eingezogen.
Außerhalb der Flieger-HJ und NSFK war ein Flugbetrieb im Segelflug nur noch eingeschränkt möglich. Eine gewisse Unabhängigkeit erhielten zunächst die aus den aufgelösten Akaflieg hervorgegangenen Flugtechnischen Arbeitsgemeinschaften der Ingenieurschulen und Flugtechnische Fachgruppen an den Technischen Hochschulen, die unter dem Dach der Deutsche Versuchsanstalt für Luftfahrt ihren Flugbetrieb gestalten konnten und großzügig ausgestattet wurden. Jede Erteilung einer Segelfluglizenz musste aber vom Korpsführer des NSFK genehmigt werden. Hinzu kam ab 1936 die lückenlose Überwachung des Segelflugbetriebs durch die neu aufgestellte Luftaufsichtswache (Vorgänger des heutigen Flugleiter). Kurz vor dem Zweiten Weltkrieg erfolgte dann die direkte Eingliederung in den Nationalsozialistischen Deutschen Studentenbund, deren Mitglieder dem NSFK beitreten mussten.
Ausgewählte Segelflugpiloten konnten an Lehrgängen der sieben Reichssegelflugschulen teilnehmen. Ausländern oder nichtorganisierten Segelfliegern standen davon nur drei offen, da die anderen gegenüber der Öffentlichkeit abgeschirmt wurden. Mit Beginn des Zweiten Weltkrieges wurde der Segelflugbetrieb, im Gegensatz zu anderen Sportarten, als kriegswichtig eingestuft und intensiviert, um den steigenden Bedarf an Piloten für die Wehrmacht zu decken. Der Bau und Ausbildungsbetrieb wurde bis Ende 1944 fortgesetzt, zuletzt aufgrund der Luftüberlegenheit der alliierten Flugzeuge mit Segelflugzeugen in Tarnanstrich.
Segelfliegen war bei den Olympischen Sommerspielen 1936 Demonstrationssport. Die Wettbewerbe fanden in Berlin-Staaken statt. Bei den Olympischen Sommerspielen 1940 sollte es eine olympische Sportart werden. Speziell hierzu wurde von der Deutschen Forschungsanstalt für Segelflug die DFS Olympia Meise konstruiert.

## Der Start

### Überblick
Jedes Segelflugzeug muss beim Start zuerst mit fremder energetischer Hilfe auf eine gewisse Ausgangshöhe gebracht werden, bevor es selbständig weiterfliegen kann, sofern es nicht über einen anderen Antrieb (Selbststarter) verfügt, die in den letzten Jahren immer häufiger wurden. Dazu wird es meistens von einem Motorflugzeug oder von einer Seilwinde geschleppt. In den USA wird sehr selten noch mit einem Auto geschleppt. In den Anfängen des Segelflugs waren die Flugzeuge unten offen und der Pilot musste durch Anlaufen an einem Hang starten.
Früher bei Hochleistungssegelflugzeugen, heute nur noch bei Gleitflugzeugen werden auch Gummiseile verwendet, die durch zwei Gruppen in V-Form ausgezogen und somit auf Spannung gebracht werden. Das Flugzeug wird mit einem Erdanker im Boden befestigt und bei genügend Spannung per Kupplung gelöst. Der Gummiseilstart wird meist am Hang eingesetzt, da die erreichbaren Ausklinkhöhen von 10 bis 30 m (zunächst) nur für den Hangflug genügen. Aufgrund der nur selten gegebenen guten geografischen Bedingungen wird diese Startart auch heute noch beinahe ausschließlich an bekannten Orten, wie z. B. auf der Wasserkuppe, durchgeführt.
Moderne Seilwinden bringen ein Segelflugzeug beim Start auf eine Höhe, die in etwa der halben Schleppseillänge entspricht (auf den meisten Flugplätzen sind das Ausklinkhöhen zwischen 300 m und 600 m), wobei hierbei entweder Stahl- oder Kunststoffseile verwendet werden. Die derzeit maximale Höhe wurde bei einem Sonderprojekt mit 1500 Metern erreicht, wobei eine Seillänge von ca. drei Kilometern vorhanden war. In der Regel beträgt die Länge der Schleppstrecken jedoch nur zwischen 800 Metern und 1500 Metern. Nach dem Ausklinken des Schleppseils kann das Segelflugzeug ohne weiteren Antrieb im Gleitflug weiterfliegen.

### Windenstart

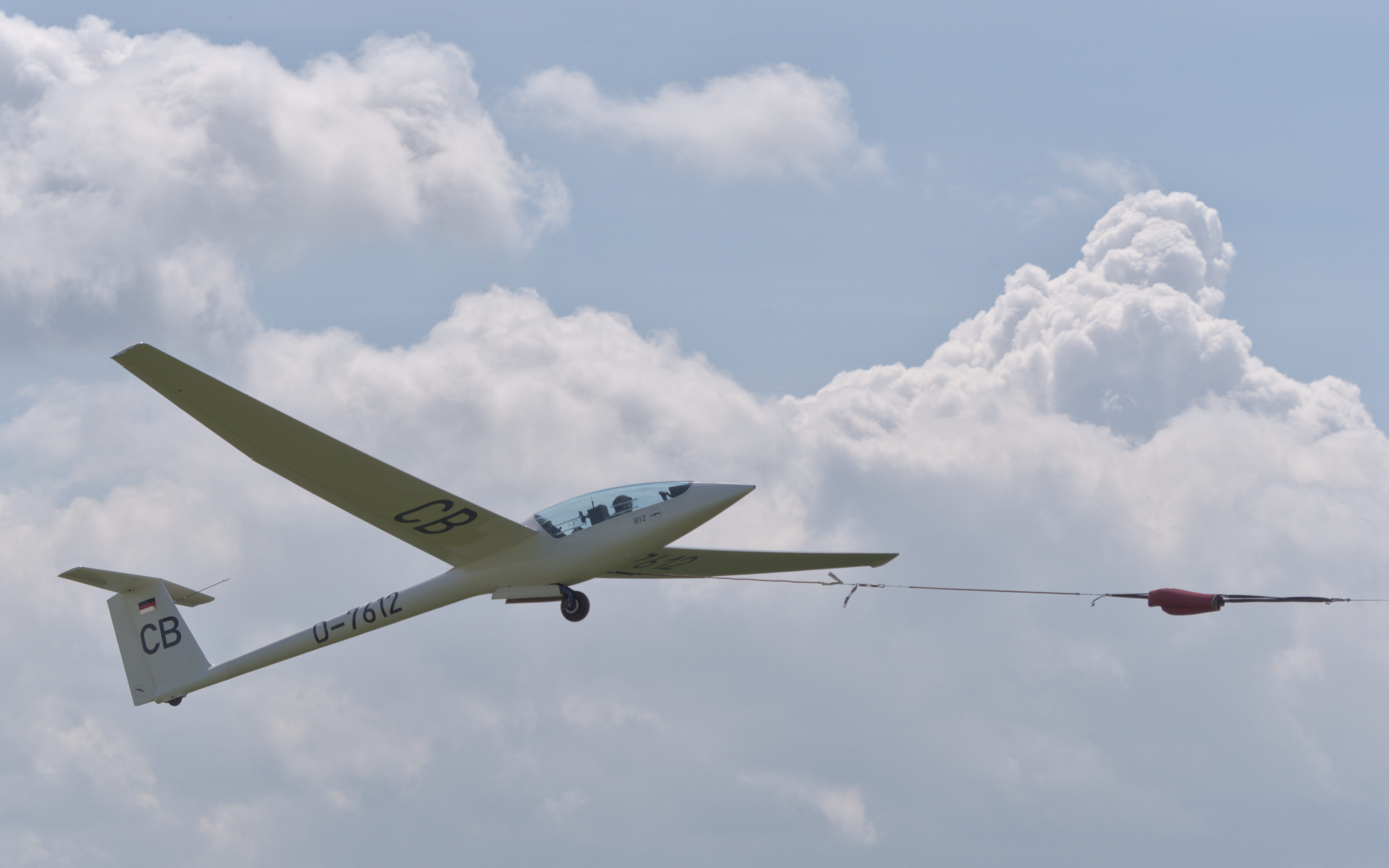
Segelflugzeug im Windenstart

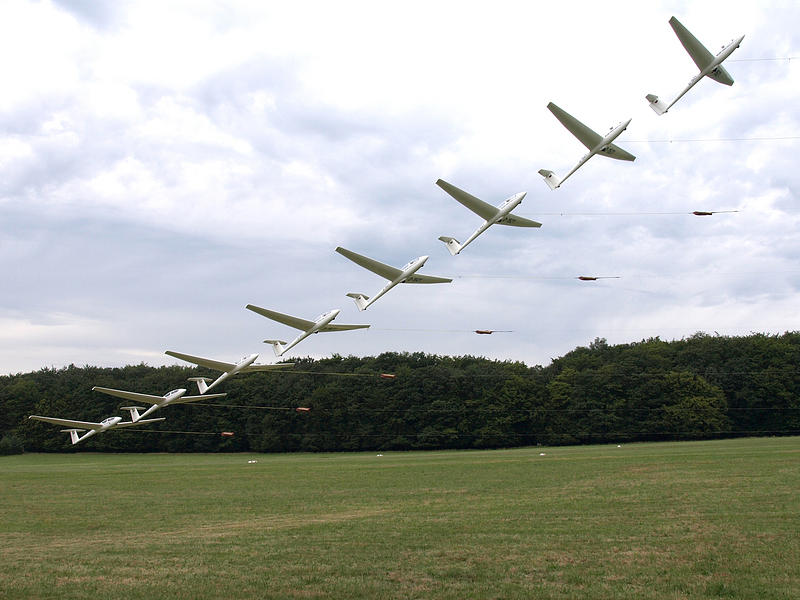
Windenstart Studie aus acht Bildern montiert (in Rüdesheim-Aulhausen)

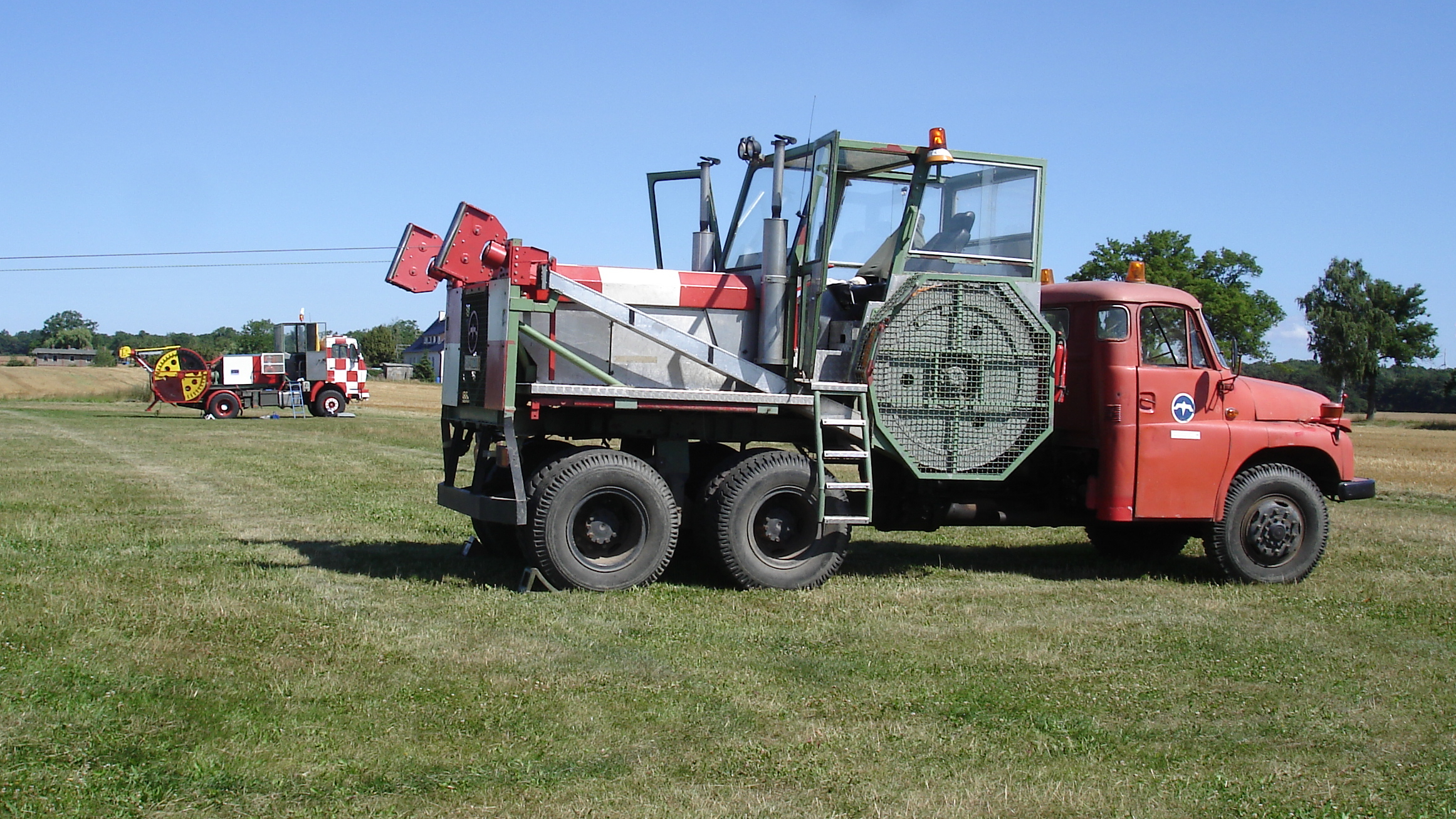
Doppeltrommel-Startwinden

Beim Windenstart wird das Segelflugzeug mit Hilfe einer Seilwinde in die Luft gezogen. Die Winde mit einer Motorleistung von 100 bis über 350 kW zieht das Flugzeug an einem Seil. Früher wurden ausschließlich Stahlseile eingesetzt, seit einigen Jahren werden zunehmend Synthetikfaserseile verwendet. Die Seillänge ist durch die Pistenlänge begrenzt und beträgt meist etwa 1000 m, es wurden aber auch schon Seile mit einer Länge von bis zu 3000 m eingesetzt. Das Seil wird dabei auf einer Windentrommel aufgerollt, das Segelflugzeug wird auf etwa 90–130 km/h beschleunigt. Durch den Auftrieb, der dabei an den Tragflächen entsteht, hebt das Segelflugzeug ab, wenn ein ausreichender Bodenanstellwinkel der Tragflächen gegeben ist. Die Kombination der hohen Motorleistung mit dem geringen Gewicht eines Segelflugzeuges führen zu Formel-1-ähnlichen Beschleunigungswerten (0 bis 100 km/h in etwa 2 bis 3 Sekunden). Das Flugzeug erreicht seine Startgeschwindigkeit von 80 bis 100 km/h in der Regel nach etwa 20 bis 30 Metern und hebt ab. Durch sanftes Ziehen am Höhenruder geht der Pilot dann in den Steigflug über, bis das Seil schließlich automatisch kurz vor dem Überfliegen der Winde ausgeklinkt wird. Die erreichbare Flughöhe beträgt ein Drittel bis zur Hälfte der ursprünglichen Seillänge, bei besonders günstigen Wetterbedingungen wie starkem Gegenwind oder mäßiger Seitenwindkomponente auch mehr.
Ohne Zug auf dem Seil öffnet sich nach dem Ausklinken ein Fallschirm am Seilende, so dass das Schleppseil kontrolliert bis auf die letzten Meter vollständig auf die Seiltrommel aufgewickelt werden kann. Für den nächsten Start wird das Seilende mit dem Rückholfahrzeug (Lepo) zur Startstelle zurückgebracht.
Windenstarts sind besonders in der Ausbildung beliebt, da sie preisgünstig sind und eine rasche Startfolge erlauben. Nachteilig ist jedoch die begrenzte Schlepphöhe und der verhältnismäßig hohe Personalaufwand.

### Flugzeugschlepp („F-Schlepp“)

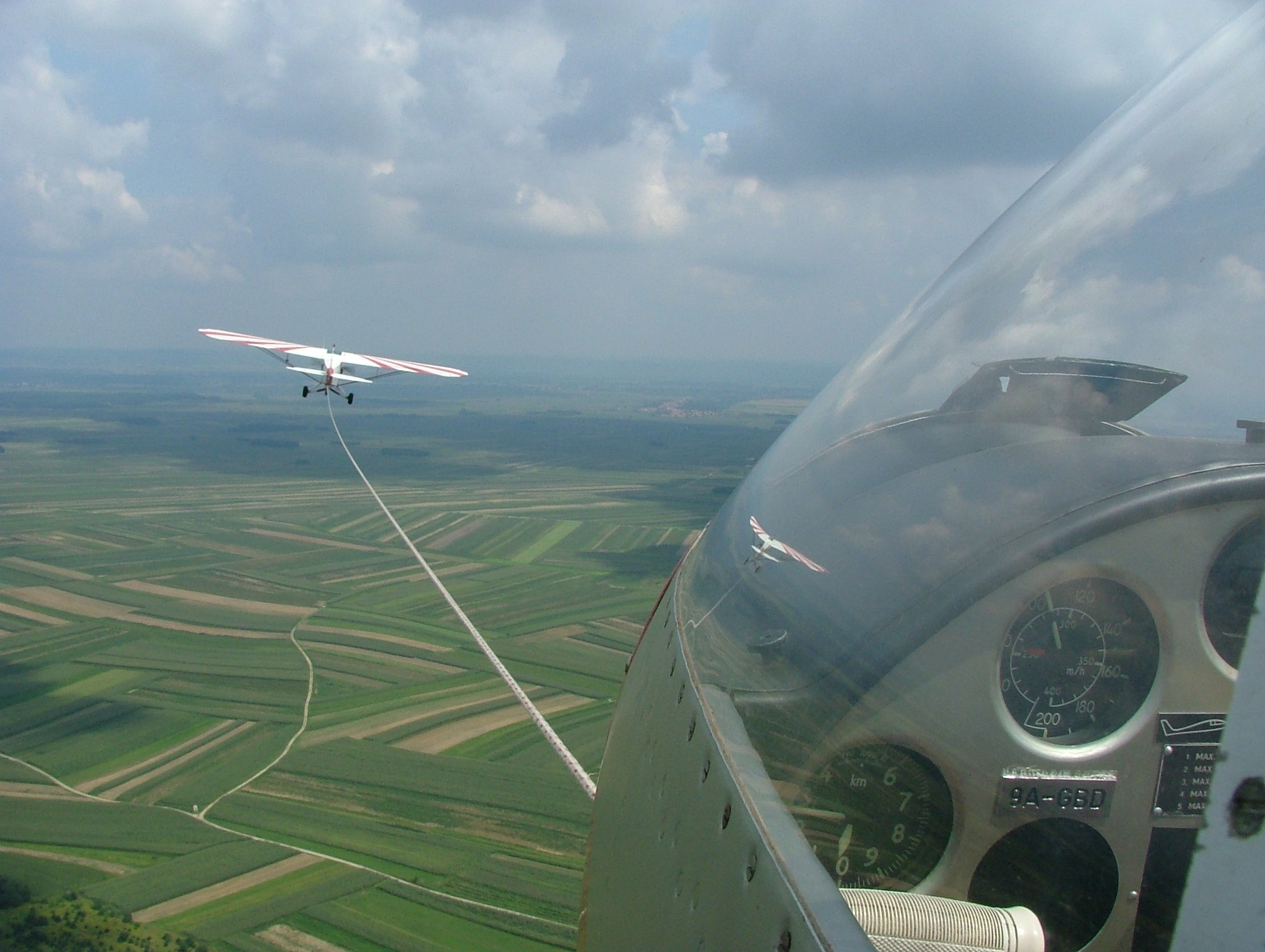
Flugzeugschlepp vom Segelflugzeug gesehen

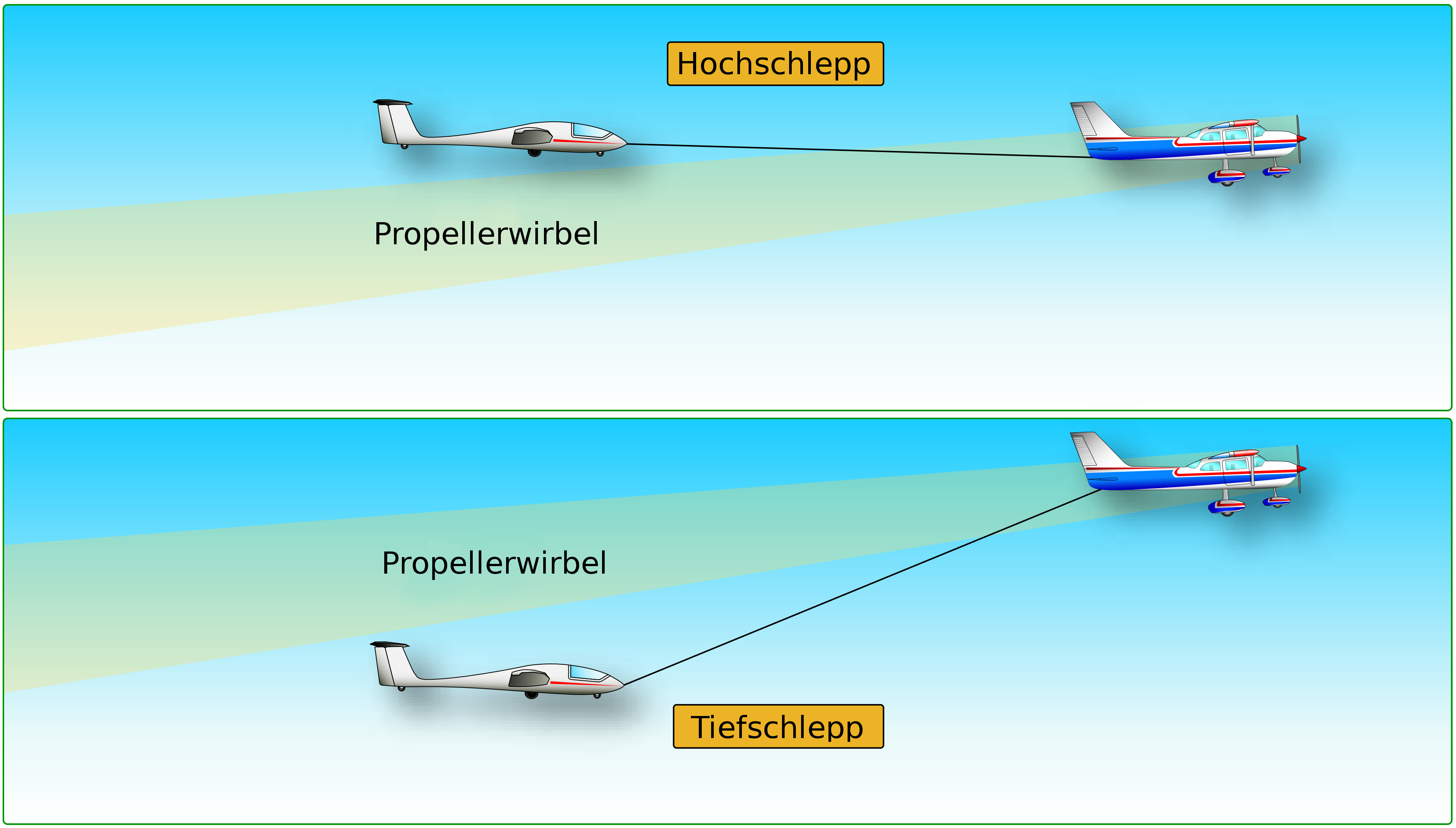
Position des Segelflugzeugs hinter dem Schleppflugzeug

Beim Flugzeugschlepp oder abgekürzt „F-Schlepp“ wird das Segelflugzeug von einem Motorflugzeug, einem Motorsegler oder einem Ultraleichtflugzeug in die Höhe gezogen. Der Flugzeugschlepp hat gegenüber dem Windenschlepp einige Vorteile: Während beim Windenschlepp die Schlepphöhe durch die Seillänge begrenzt ist und der Ausklinkort durch den Standort der Winde festgelegt ist, kann im Flugzeugschlepp beides frei gewählt werden. Falls nötig kann dann schon einmal in eine thermisch bessere Gegend geschleppt werden. Es gibt auch Plätze, die so liegen, dass von der Winde kaum thermisch Anschluss gefunden werden kann. Von solchen Plätzen sind längere Flüge grundsätzlich nur mit Flugzeugschlepp zu realisieren. Schließlich braucht ein Flugzeugschlepp auch deutlich weniger Helfer am Boden, im Extremfall kann er auch ganz ohne Helfer (außer dem Schlepppiloten) erfolgen. Nachteilig sind die höheren Kosten gegenüber dem Windenschlepp.
Die verwendeten Schleppseile bestehen aus Kunststoff- oder Hanffasern. Am Seilende zum Segelflugzeug befindet sich eine Sollbruchstelle mit einem Ringpaar, dessen kleinerer/letzter Ring in eine Schleppkupplung im Nasenbereich des Seglers eingehängt wird. Das Schleppflugzeug hat im (oft verstärkten) Rumpfheck entweder ebenfalls eine Kupplung oder eine Trommel mit Elektromotor zum Einziehen des Seils nach dem Ausklinken, so dass der Sinkflug ohne ein hinten schlingerndes Seil von 40 oder 60 Metern Länge durchgeführt werden kann. Verfügt das Schleppflugzeug nicht über eine Einziehwinde, so wird das Seil vor der Landung vom Motorflugzeug an einer vorbestimmten Stelle des Fluggeländes im niedrigen Überflug abgeworfen, um zu verhindern, dass sich das Seil bei der Landung in einem Hindernis verfängt.
Der Flugzeugschleppstart ist weniger „sportlich“ als ein Windenstart. Ein mitfliegender Gast wird diesen aber als angenehmer empfinden. Während des Schlepps fliegt der Pilot des Segelflugzeugs dem Motorflugzeug exakt hinterher. Dies erfordert von beiden Piloten Disziplin und Präzision. Beim Erreichen der gewünschten Schlepphöhe klinkt der Pilot des Segelflugzeugs das Schleppseil aus. Schleppflugzeug und Segelflieger fliegen anschließend entgegengesetzte Kurven (in Europa üblicherweise Schleppflugzeug linksherum, Segelflieger rechtsherum), um eine Kollision mit dem Seil oder dem anderen Flugzeug sicher auszuschließen. Gleichzeitig beginnt das Schleppflugzeug seinen Abstieg zur Landung. Der F-Schlepp ist für Thermik- oder Strecken- und Kunstflüge ideal, da das Segelflugzeug direkt in einen Aufwind geschleppt werden kann bzw. durch den Schlepp ausreichend Höhe für den Kunstflug erreichen kann.

### Eigenstart

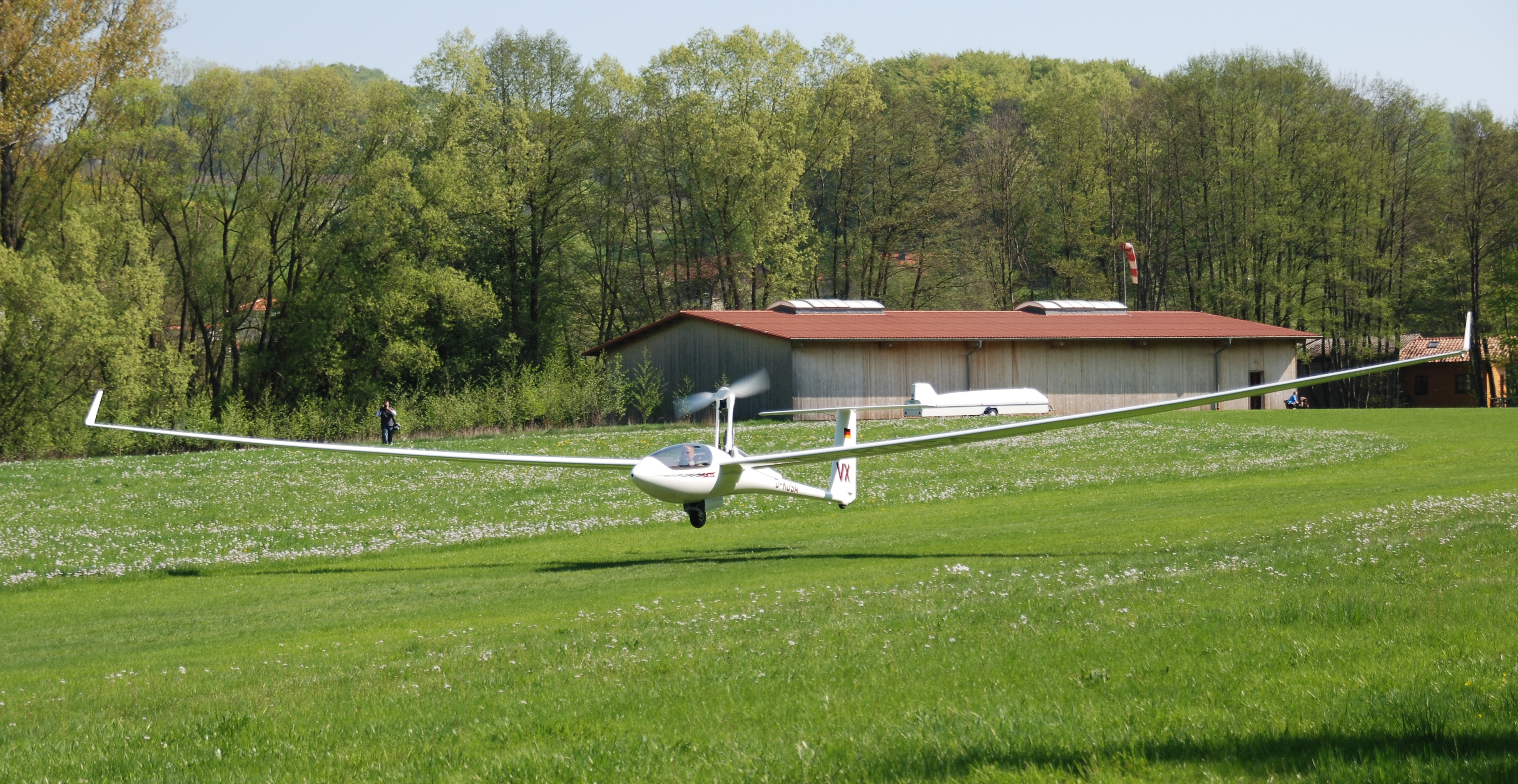
ASH 31 Mi beim Eigenstart

In manchen Segelflugzeugen ist ein Motor mit Propeller ausklappbar im Rumpf eingebaut (Klapptriebwerk), welcher einen eigenständigen Start des Flugzeugs ermöglicht. Obgleich somit eine Ähnlichkeit zu Motorseglern vorliegt, sind sie jedoch seit dem Jahr 2002 keine Motorsegler mehr, auch wenn sie das Kennzeichen eines Motorseglers (D-K…) tragen. Sie dürfen mit einer normalen Segelfluglizenz geflogen werden. Zur Durchführung eines Eigenstarts ist jedoch die Eintragung der entsprechenden Startart „Eigenstart“ im Luftfahrerschein notwendig. Zum Start wird der Propeller ausgefahren und der Motor gestartet. Durch den Vorschub wird das Flugzeug immer schneller, kann abheben und steigen. Wenn die gewünschte Höhe erreicht ist, wird der Motor abgestellt und eingefahren. Das Segelflugzeug befindet sich dann wie jedes nicht motorisierte Segelflugzeug in reinem Segelflug. Zu unterscheiden sind eigenstartfähige Segelflugzeuge von solchen, die über einen ausfahrbaren Motor verfügen, der nur zur Reichweitenverlängerung dient, den Eigenstart aber nicht ermöglichen. Für solche, mit sogenannten Turbo-Motoren ausgerüstete Segelflugzeuge bedarf es keiner gesonderten Eintragung im Luftfahrerschein.

### Gummiseilstart

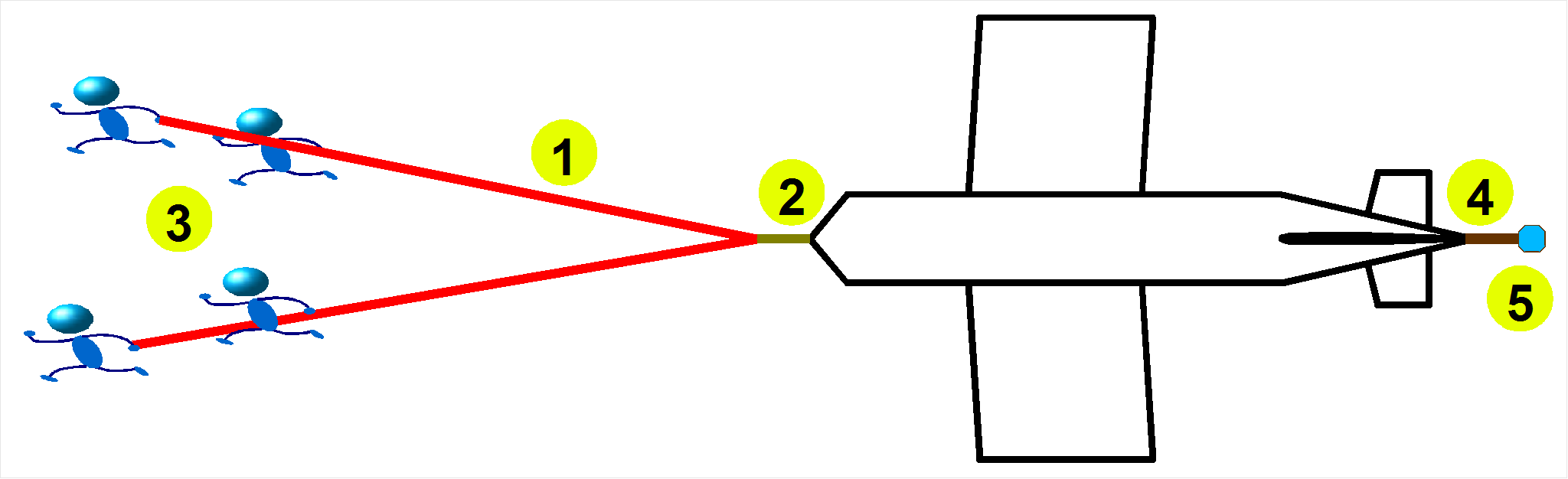
Gummiseilstart
1 Gummiseil (alternativ unelastisches Seil mit Knoten zur besseren Griffigkeit)
2 Kurzes Kupplungsseilstück (alternativ langes Bungeeseil, wenn vorne zwei unelastische Seile verwendet werden)
3 4 bis 14 „Gummihunde“
4 Halteseil
5 Haltepflock (Bodenanker)

Gummiseilstart am Spitzerberg (Österreich)

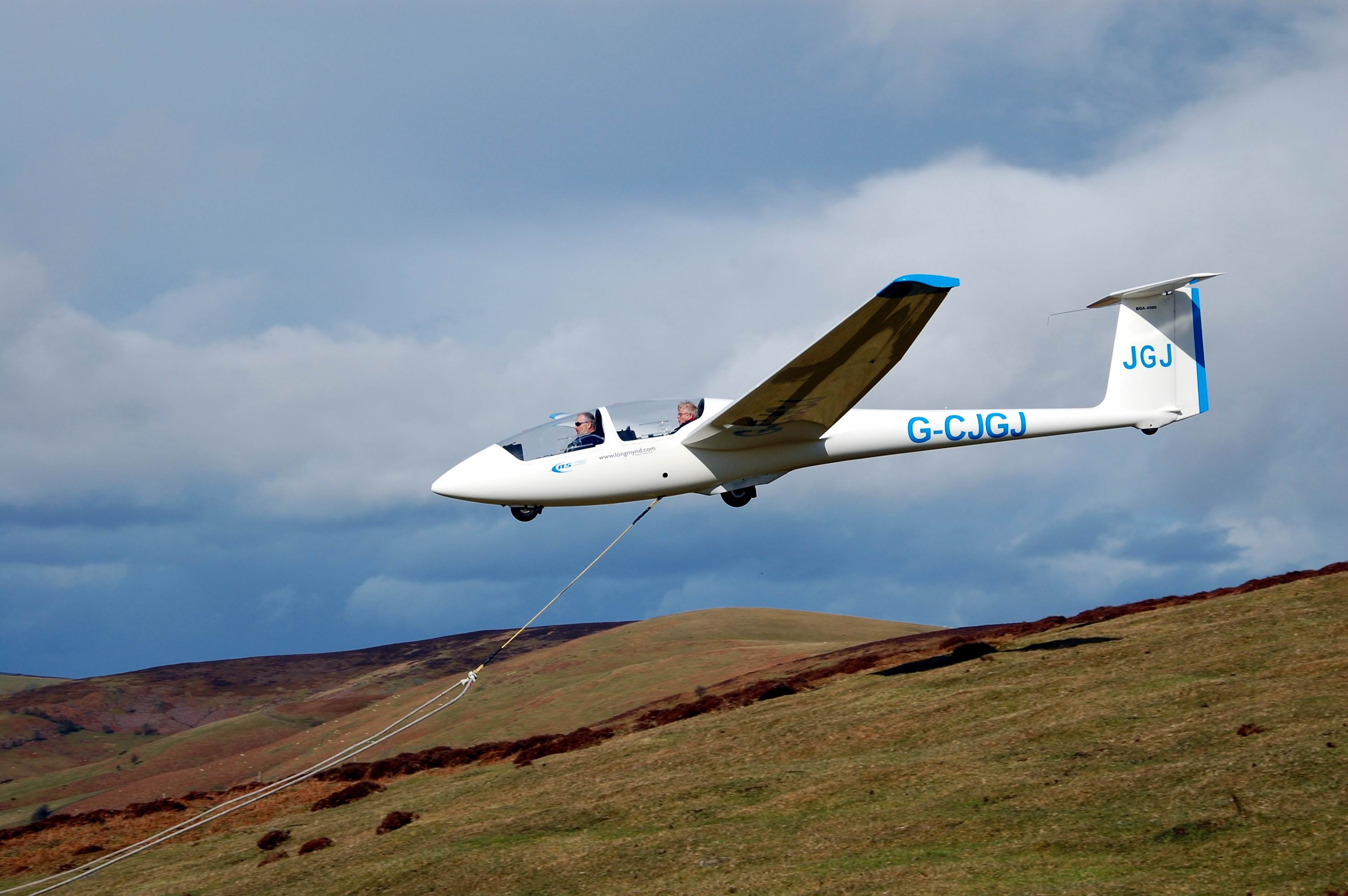
Gummiseilstart einer Schleicher ASK 21

Der Gummiseilstart war – nach dem „Laufstart“, wie er noch heute von Drachenfliegern ausgeführt wird – in den Anfängen des Segelflugs mangels anderer Möglichkeiten die übliche Startmethode. „Erfunden“ wurde er von den Studenten der Flugwissenschaftlichen Vereinigung Aachen (FVA) um Wolfgang Klemperer, die damit ihre FVA-1 „Schwatze Düvel“ auf dem ersten Rhönwettbewerb 1920 starteten. Da mit dieser Startart aber nur wenige Meter Höhe erreicht werden, ist sie nur dort sinnvoll anwendbar, wo diese geringe Höhe ausreicht, um in den Hangwind zu gleiten, also auf einem Berg oder einer Düne. Historisch waren die ersten etablierten Segelflugorte dann auch die Wasserkuppe und die Düne bei Rossitten (heute Rybatschi). Heutzutage hat der Gummiseilstart für Hochleistungssegelflugzeuge keine praktische Bedeutung mehr, wird aber weiter von Liebhabern mit dafür geeigneten Gleitern durchgeführt.
Beim Gummiseilstart wird hangabwärts gegen den Wind gestartet (siehe Skizze). Eine Startmannschaft von vier bis zehn, in der Ebene auch bis zu vierzehn „Gummihunden“ (3) strafft zunächst im Schritttempo, dann mit Schwung im Laufschritt die Seilkonstruktion. Diese besteht aus zwei je circa 25 m langen Gummiseilen (1), die mit einem kurzen Kupplungsseil (2) an das Flugzeug angebunden sind. Alternativ sind die vorderen Zugseile unelastisch und in gleichen Abständen mit Knoten versehen, an denen die „Gummihunde“ mit griffigen Handschuhen zupacken; als Hauptseil wird dann ein langes Gummiseil verwendet (oft ein Bungeeseil). Kurz bevor die zunehmende Spannung der vorderen Seile die Helfer stoppt, wird das Halteseil (4) auf Kommando des Startmeisters (oder vom Startmeister selbst) am Haltepflock (5) gekappt oder aus einer Bodenankervorrichtung (5) ausgeklinkt, und das Flugzeug setzt sich zügig in Bewegung. Der Haltepflock wird heutzutage häufig durch eine vier- bis sechsköpfige Haltemannschaft ersetzt, oder eine Haltemannschaft von etwa drei Personen ergänzt die Funktion des Haltepflocks und sorgt dafür, dass das Flugzeug nach dem Kappen/Ausklinken des Halteseils mit horizontalen Flügeln abheben kann. Nach dem Start wird das Startseil am Flugzeug ausgeklinkt.
Die mit dieser Methode erreichte Anfangsgeschwindigkeit von etwa 45 bis 50 km/h genügt für die heute üblichen, schweren Flugzeuge nicht. Außerdem sind für einen Gummiseilstart wesentlich mehr Helfer notwendig als für einen Winden- oder Flugzeugschlepp, sodass das Verhältnis von Aufwand zu Ertrag unattraktiv ist.
Wie auch die F-Schleppberechtigung oder die Windenschleppberechtigung, muss die Startberechtigung für das Gummiseil regelmäßig aufgefrischt werden. Dies hingegen muss nicht zwingend am Hang geschehen, sondern ist auch in der Ebene möglich. Dabei liegt die Flugdauer meist nur bei wenigen Sekunden.

### Autoschlepp
Beim in den USA oder Großbritannien (zum Beispiel bis 2000 im Cotswold Gliding Club) auch heute noch gebräuchlichen Autoschlepp zieht ein Auto oder LKW das Flugzeug an einem Seil entweder direkt oder über eine Umlenkrolle. Alternativ kann eine Seilwinde am Auto während des Schleppens langsam Seil abgeben, so dass das Segelflugzeug mehr an Höhe gewinnen kann. Auch in Deutschland findet zunehmend diese Startart wieder statt.

### Fußstart
Bei sehr leichten und dafür eingerichteten Fluggeräten ist auch der Fußstart möglich. Geeignete Fluggeräte haben entweder einen Rumpf offener Bauart oder verfügen über Öffnungsklappen im Rumpfboden, durch die der Pilot mit den Füßen den Boden erreichen kann. Theoretisch ist so ein Start an der Winde oder im F-Schlepp ohne fremde Hilfe (Flächenhalter) möglich, diese Kombination birgt jedoch eine erhöhte Unfallgefahr. In der Praxis wird diese Startart daher nur für den Start an Hängen eingesetzt. Hier ist dann, wie bei Hängegleitern, ein Start ohne fremde Hilfe möglich.

### Rollstart
Eine sehr seltene und nur an Hügeln oder Bergen einsetzbare Startart ist der Rollstart oder Gravitationsstart. Hierbei lässt der im Flugzeug sitzende Pilot dieses einfach solange einen Abhang hinab rollen, bis er die Abhebegeschwindigkeit erreicht hat. Orte, an denen der Rollstart heutzutage regelmäßig praktiziert wird, sind die Segelfluggelände Bezmiechowa und Jeżów Sudecki (ehemalige Segelflugschule Grunau).

## Gleitflug und Aerodynamik

### Grundlagen
Segelfliegen bedeutet, ein Flugzeug ohne einen Motor in einem Gleitflug zu bewegen. Dieser motorlose Flug unterscheidet sich hinsichtlich der Steuerung prinzipiell nicht von dem anderer Luftfahrzeuge. Jedes Flugzeug mit Flügelflächen kann gleiten. Dies bedeutet, dass die aus Eigengewicht und der Ausgangshöhe resultierende potentielle Energie des Flugzeugs für den Vortrieb genutzt wird. Je nach vorhandener Höhe, Fluggewicht und aerodynamischer Qualität des Flugzeugs kann man unterschiedlich weit fliegen. Die aerodynamische Qualität ist das Verhältnis aus Auf- und Vortrieb und der Summe aller Einzelwiderstände (Luftwiderstand, Widerstand aus Luftwirbeln – z. B. der induzierte Widerstand an den Tragflächenenden-). Die Kraft (oder besser der Vortrieb), um ein Segelflugzeug mit der Geschwindigkeit des besten Gleitens (optimales Verhältnis von Sinken und Geschwindigkeit) in der Luft zu halten, beträgt oft weniger als 10 Kilo.
Beim Gleitflug sinkt das Flugzeug je nach Bauart und Geschwindigkeit mit etwa 0,5 bis 2 m pro Sekunde. Bei großem „Saufen“ (fliegerdeutsch für „starkes Sinken“ der das Segelflugzeug umgebenden Luftmasse) oder bei sehr schnellem Flug kann das Segelflugzeug auch mit 5 bis 10 m pro Sekunde sinken. Durch Nutzung natürlicher Energiequellen wie Thermik, Hangwind oder Leewellen kann das Segelflugzeug wieder an Höhe gewinnen (bei engen Aufwinden im sogenannten „Kurbeln“, bei günstigen Aufwindaufreihungen aber auch im Geradeausflug). Dieser Höhengewinn ermöglicht dem Segelflieger, längere Zeit in der Luft zu bleiben und im Gleitflug einen weiteren Aufwind zu erreichen. Bei entsprechender Wetterlage sind damit Flüge von mehreren Stunden Dauer und Streckenflüge von über 1000 km möglich.
Das Verhältnis zwischen zurückgelegter Distanz und verlorener Höhe (oder von Horizontalgeschwindigkeit und Sinkgeschwindigkeit) wird als Gleitzahl bezeichnet und entspricht dem Kehrwert des Tangens des Gleitwinkels. Wird eine Flugbahn steiler, erhöht sich die Geschwindigkeit. Bei modernen Segelflugzeugen, die eine sehr gute Gleitzahl aufweisen, füllen Wettbewerbspiloten Tanks in den Tragflächen mit Wasser, um das Flugzeug schwerer zu machen. Damit besitzt das Flugzeug mit der Flughöhe mehr potentielle Energie, die in kinetische Energie umgesetzt werden kann. In der Praxis bedeutet dies, dass das Flugzeug in der Thermik zwar langsamer steigt, dafür aber bei gleichem Gleitwinkel mit geringerem Widerstand wesentlich schneller fliegt. Bei guten thermischen Bedingungen wird so unter dem Strich eine höhere Durchschnittsgeschwindigkeit erzielt, wodurch im verfügbaren Zeitfenster eine größere Strecke zurückgelegt werden kann. Wenn die Thermik gegen Abend schwächer wird, in jedem Fall aber vor der Landung, wird das Wasser abgelassen.

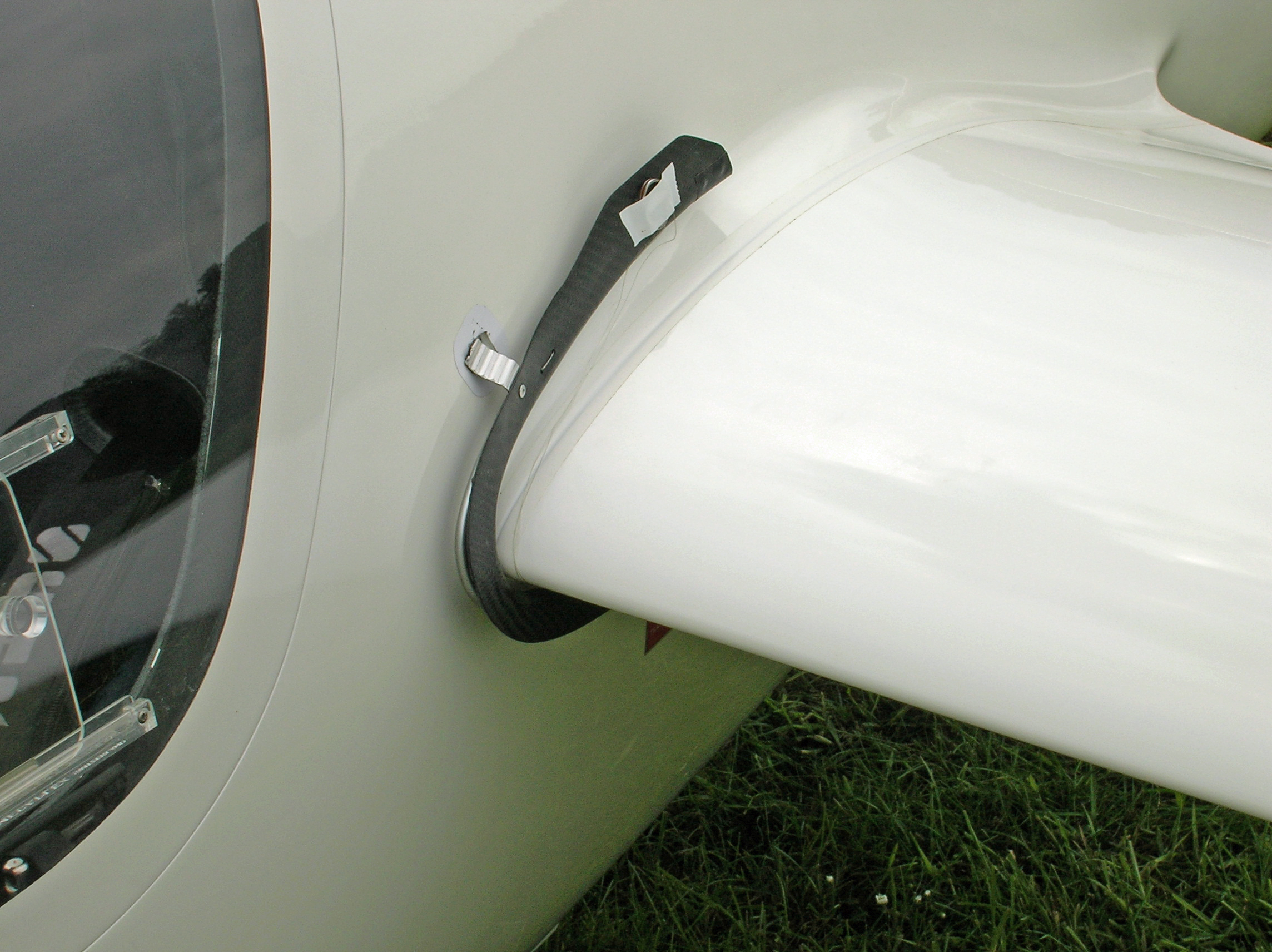
Mückenputzer an einem Ventus 2

Da im motorlosen Gleitflug jede Störung des Luftstroms um die Tragflächen zu schlechteren Flugleistungen führen kann, wird insbesondere von Wettbewerbspiloten großer Wert auf eine möglichst glatte Oberfläche gelegt. Der Lack des Flugzeuges wird daher regelmäßig ausgebessert und poliert, und nach jedem Flugtag von Verschmutzungen und toten Insekten befreit. Letzteres kann mit Hilfe von Mückenputzern sogar während des Fluges geschehen.
Im Motorflug, auch beim Motorsegler, dient die Zuführung von Kraft durch ein Triebwerk dazu, den mit dem Gleitflug verbundenen Höhenverlust auszugleichen. Zu jeder Konfiguration und Fluglage gehört nur eine Geschwindigkeit, in der Auftrieb und Gewichtskraft sich gegenseitig ausgleichen (stationärer Flugzustand). Daran ändert auch ein Triebwerk nichts. Wird in einer Konfiguration und Fluglage mehr Kraft (Vortrieb) zugeführt, als durch Widerstand verloren gehen, beginnt das Flugzeug zu steigen.
Ein Segelflugzeug kann dann Höhe gewinnen, wenn es gelingt, in einer Luftmasse zu fliegen, die schneller aufsteigt als das Flugzeug absinkt. Bildlich entspricht dies etwa der Situation, wenn man auf einer aufwärts bewegten Rolltreppe langsam abwärts geht. Gleiches kann man beim Kreisflug von Greifvögeln oder Störchen beobachten. Höhe gewinnen bedeutet, sich kreisend in einem Thermikschlauch („Bart“) möglichst nahe dem Zentrum aufsteigender Luft zu bewegen, oder alternativ in aufsteigenden Luftmassen wie Leewellen oder Hangwinden zu fliegen. Das Fliegen mit Wasserballast (oder generell mit erhöhtem Abfluggewicht) führt meist zu schlechterem Steigen. Dies erklärt sich vor allem dadurch, dass aufgrund der höheren Flächenbelastung sich die Minimalgeschwindigkeit und damit auch der Kreisradius erhöht, wodurch beim Kreisflug der Flugweg nicht mehr optimal ins Zentrum der Thermik verlegt werden kann. Auch fühlt der Pilot bei beladenem Flugzeug die Aufwindverteilung sehr viel schwächer. Das vergrößerte Eigensinken spielt daneben eher eine untergeordnete Rolle. Daher wird bei schwacher Thermik ohne Zusatzballast geflogen.
Segelfliegen erfordert neben Kenntnissen der Aerodynamik auch Kenntnisse der Meteorologie und der Auswirkungen der Topologie. Da beim Segelflug über die Bedienung der grundsätzlichen Steuerelemente Höhenruder, Seitenruder und Querruder direkt auf den Flug eingewirkt wird, die Naturbedingungen gleichzeitig Auswirkungen auf die Dauer des Flugs haben und es zu vielen Vertikalbeschleunigungen und relativ steilen Kurvenlagen kommt, wird von Piloten der Segelflug als „pures Fliegen“, als Segelflugsport beschrieben.

### Hangaufwind

Prinzip des Hangaufwindes

Beim Fliegen im Hang-Aufwind fliegt das Segelflugzeug auf der Luv-Seite eines Berghangs in einer aufwärts gerichteten Luftströmung. Hangwind findet man zum Beispiel, wenn ein Bergrücken quer zur Windrichtung steht. Je nach Windstärke und Hangform kann bis mehrere hundert Meter über die Hangkante gestiegen werden. Hangaufwind war die erste Form des Aufwindes, welche von Segelflugzeugen genutzt wurde. Noch vor Entdeckung des Thermikfluges Mitte der 1920er Jahre wurde auf der Wasserkuppe Hangwind genutzt, um Flüge in Segelflugzeugen zeitlich über das Abgleiten der Höhendifferenz zwischen Start- und Landepunkt auszudehnen. So konnte 1922 der erste Segelflug von über einer Stunde Dauer vorgenommen werden. Am 11. Mai 1924 flog Ferdinand Schulz in seiner Eigenkonstruktion FS 3 Besenstielkiste mit 8 Stunden 42 Minuten in Rossitten eine Weltbestleistung im Dauerflug. 1954 wurde am Hang des Flugplatzes Laucha der Dauerflugrekord von 27 Stunden und 7 Minuten aufgestellt, Pilot war Kurt Götze. Mit dem „ewigen“ Lauchaer Rekord stellt Fritz Fliegauf in Laucha den letzten jemals geflogenen Dauerflugrekord von über 30 Stunden auf, später wurde der Dauersegelflug nach einschlafbedingten Abstürzen verboten. Internationale Dauerflugrekorde sind auf der Seite der Fédération Aéronautique Internationale zu finden.

### Thermischer Aufwind

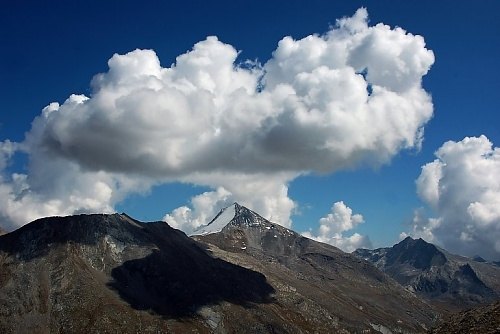
Quellwolken (Cumulus) über dem Stellihorn, Wallis

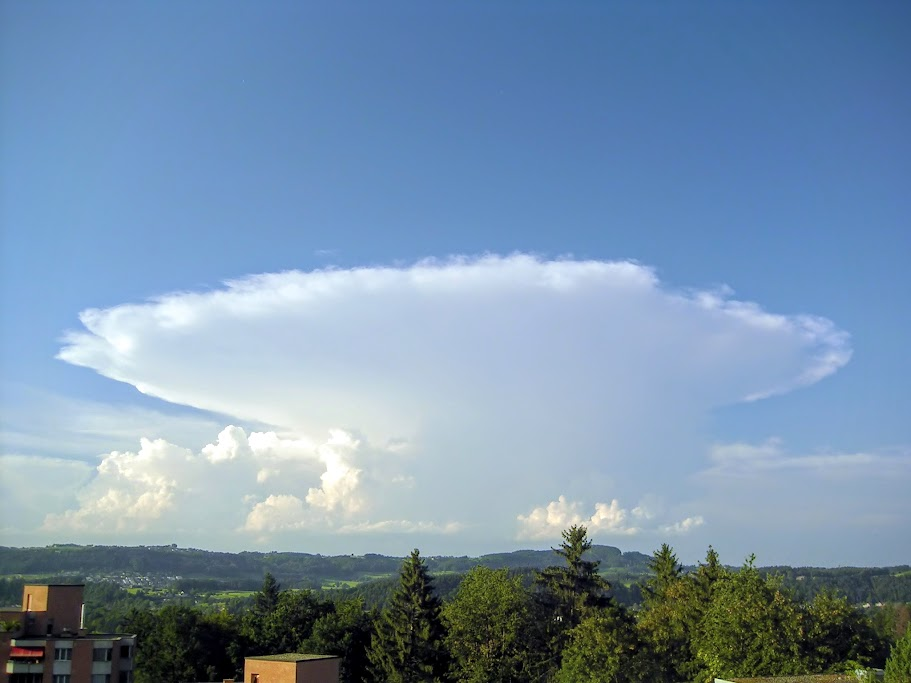
Gewitterwolke (Cumulonimbus) mit Amboss

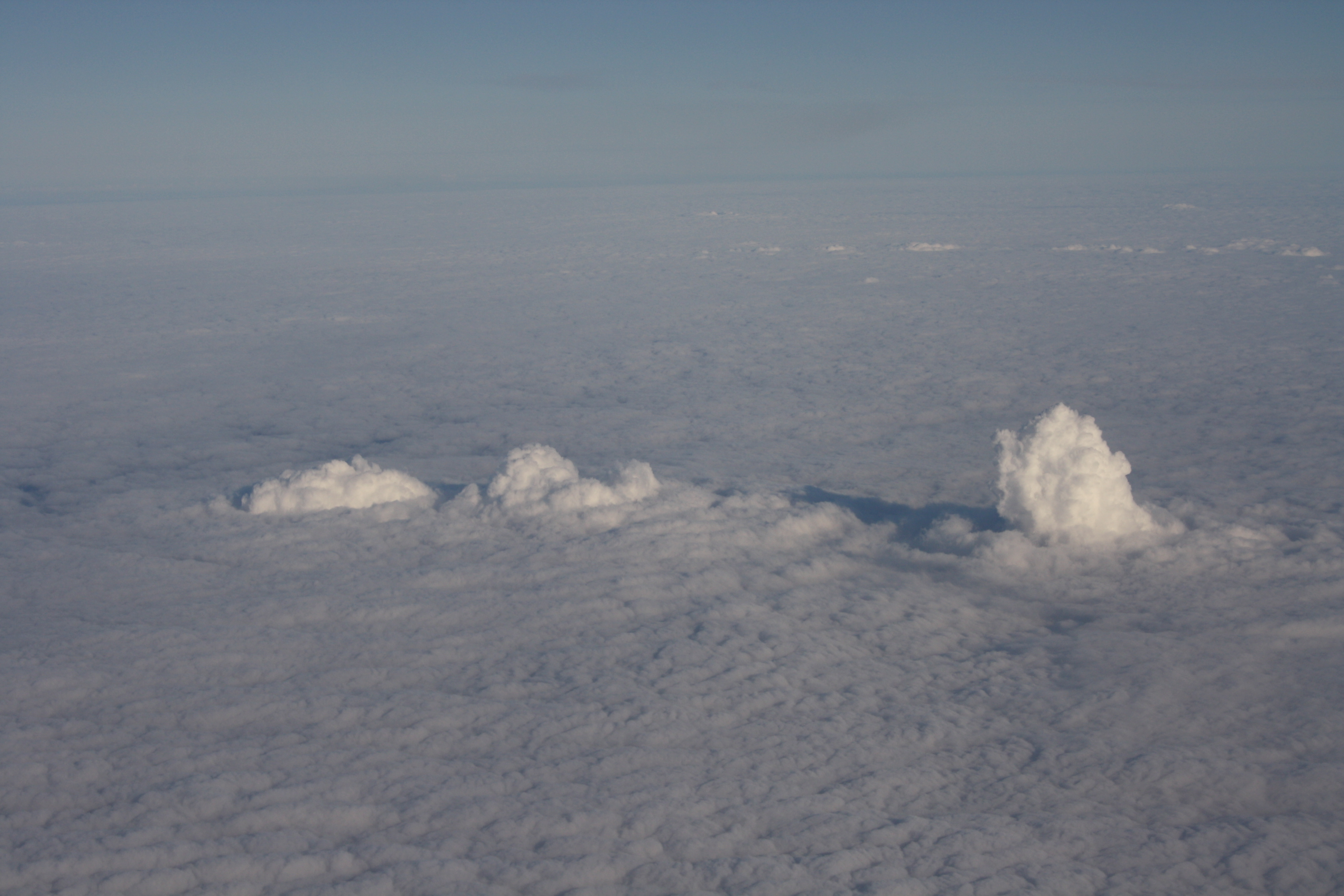
Die Wolken aus den Kühltürmen der Kraftwerke Frimmersdorf (links), Neurath (Mitte) und Niederaußem (rechts) über der Inversion

In thermischen Aufwinden gewinnen Segelflugzeuge kreisend Höhe bis knapp unter die Wolkenuntergrenze, welche in Mitteleuropa in Abhängigkeit von Temperatur und Luftfeuchtigkeit bei etwa 1000 bis 3000 m über Meeresspiegel liegt. In den Alpen oder anderen Regionen können die Wolkenuntergrenzen bis 5000 m oder höher steigen. Thermische Aufwinde werden als „Bart“ oder „Schlauch“ bezeichnet. Diese Aufwindzonen entstehen vor allem an besonnten Hängen von Hügeln und Bergen und in besonders starkem Ausmaß, wenn der Boden felsig oder dunkel ist, oder an Waldkanten, da dort der Wind die warme Luft vom Boden ablösen kann. Über diesen geeigneten Flächen erwärmt sich die Luft und steigt wegen der Verringerung der Dichte (siehe Gasgesetze). Segelflugzeuge können so mit üblicherweise ein bis drei Meter pro Sekunde Höhe gewinnen, besonders starke thermische Aufwinde im Gebirge oder über Wüsten erreichen Geschwindigkeiten von bis zu 10 Meter pro Sekunde. Für den Segelflieger zeigen Quellwolken und manchmal kreisende Greifvögel solche Aufwindzonen an. Über Wasserflächen und Wäldern beispielsweise entsteht tagsüber kaum Thermik, da die Sonnenwärme eher vom Untergrund absorbiert wird, als dass sich die Oberfläche erwärmt. Erst in den Abendstunden finden sich hier ruhige Aufwinde, wenn diese Gebiete infolge der gespeicherten Wärme die Luft erwärmen (sogenannte Umkehrthermik). Das Variometer zeigt das Steigen beziehungsweise Sinken an und ist damit ein sehr wichtiges Fluginstrument im Segelflugzeug.
In Deutschland ist es im Sichtflug, abhängig von der Luftraumklasse, nicht immer erlaubt, bis direkt an die Wolkenuntergrenze zu steigen. Um gefährliche Annäherungen an andere Flugzeuge zu vermeiden, ist meist ein vertikaler Wolkenabstand von etwa 300 m einzuhalten (siehe Visual Meteorological Conditions). Diese können nämlich im selben Luftraum nach Instrumentenflugregeln fliegen und sich damit auch innerhalb von Wolken bewegen.
Wolkenflug ist zulässig, wenn der Pilot die entsprechende Lizenz besitzt und der Flug von der Flugsicherung genehmigt wurde. In Deutschland muss das Segelflugzeug hierfür neben den für den Sichtflug vorgeschriebenen Fahrtmesser und Höhenmesser zusätzlich mit Variometer, Kompass, Wendezeiger oder künstlichem Horizont, Libelle sowie mit Funk ausgerüstet sein. Ein Transponder ist zwar nicht vorgeschrieben, erhöht aber die Chancen, eine Freigabe zu erhalten. In der Schweiz gibt es spezielle Wolkenflugzonen, in denen Wolkenflug ohne Freigabe durch die Flugsicherung erlaubt ist. Die Piloten staffeln sich dabei mit Hilfe spezieller Funkverfahren direkt selbst. Der thermische Segelflug ist theoretisch bis zur Wolkenobergrenze möglich. Bei Gewitterwolken liegt sie in unseren Breitengraden bei bis zu 9000 m, in den Tropen bei bis zu 18.000 m über dem Meeresspiegel.
Die Pioniere des Segelflugs sind wegen der starken Aufwinde von bis zu 15 m/s in Gewitterwolken eingeflogen. Dazu nutzten sie teilweise komplette Holzhauben, um sich gegen Hagel zu schützen. Die enormen Kräfte der turbulenten Auf- und Abwinde konnten im schlimmsten Fall das Flugzeug in der Wolke zerstören. Konnte sich ein Pilot in einer solchen Situation mit dem Fallschirm aus dem Flugzeug retten, drohten ihm neben Hagel und Kälte noch das Aufsteigen des Fallschirms bis in für den Menschen tödliche Höhen. Darum fliegt heute kaum jemand freiwillig in eine Gewitterwolke ein und selbst große, moderne Jets umfliegen sie, wenn das möglich ist.

### Induzierte Thermik
Künstliche Thermikquellen werden induzierte Thermik genannt. Es ist möglich, die Abwärme eines Kühlturms oder Schächte des Bergbaus zu nutzen, die Abwetter in die kühlere Umgebungsluft abgeben. Durch die hohe Energiedichte ist die Thermik häufig sehr eng und deshalb meist auch ziemlich turbulent. Kühltürme rufen auch eine kräftige Turbulenz hervor, wenn geringe Windgeschwindigkeiten anzutreffen sind.
Kraftwerksthermik wird im Streckenflug gerne benutzt, wenn am Morgen und Abend die natürliche Thermik schwach ist. Die durch Kühltürme erzeugte Konvektion durchbricht oftmals die Sperrschichten und ermöglicht über der Inversion (siehe Bild) zu fliegen. Die Aufstiegswerte liegen zwischen 1 m/s in 200 m und 5 m/s in 600 m über Grund. Nach den Terroranschlägen vom 11. September 2001 wurden um mehrere Kernkraftwerke in Deutschland Flugbeschränkungsgebiete eingerichtet, so dass deren Kühltürme erst ab 600 m als Aufstiegshilfe genutzt werden können.

### Wellenflug

An der Lenticulariswolke erkennt der Segelflieger die Leewelle.

Leewellen entstehen bei besonderen Starkwind-Wetterlagen auf der windabgewandten Seite eines Hindernisses. Segelflieger erkennen diese Wetterlagen häufig an den charakteristischen Lenticulariswolken. Sie erreichen in diesen Windsystemen Flughöhen von etwa 3000 bis 8000 m, manchmal auch mehr als 10.000 m über dem Boden. Segelflugweltrekorde zur Erreichung einer größtmöglichen Höhe oder eines größtmöglichen Höhengewinns können nur in Wellenaufwinden erflogen werden. Der Aufwand dafür ist extrem hoch und kann nur in speziell dafür ausgelegten Projekten erbracht werden. Es werden dafür sogar spezielle Flugzeuge konstruiert, wie etwa das Windward Performance Perlan II.
Für solche Flüge benötigt man ab circa 4000 m Sauerstoff, ab circa 7000 m einen Druckanzug sowie Kleidung, die gegen die extreme Kälte schützt. Die Null-Grad-Grenze liegt selbst im Hochsommer um 3000–4000 m, in 10.000 m herrschen Temperaturen um minus 50 °C. Druckkabinen oder Kabinenheizungen sind bei in Serie hergestellten Segelflugzeugen aus Gewichtsgründen nicht möglich.

### Dynamischer Segelflug
Es ist möglich, aus einer rein horizontalen, gescherten Strömung Energie zu gewinnen, indem Flughöhe und -richtung koordiniert variiert werden. Albatrosse zum Beispiel nutzen diese Methode in der Scherschicht nahe der Meeresoberfläche, um ohne eigenen Antrieb sehr lange in der Luft zu bleiben.
Während der zügigen Steigphase gegen den Wind, der anschließenden engen Wende und dem steilen Abstieg wird der Vogel nach Lee beschleunigt, wobei durch den Steig- und Sinkwinkel bzw. in der Wende durch die Querneigung stets eine Komponente der Strömungsgeschwindigkeit als Aufwind wirksam wird. Nahe der Oberfläche fliegt der Vogel dann mit hoher Geschwindigkeit einen größeren Bogen, evtl. noch eine Strecke gegen den Wind und leitet dann wieder die Steigphase ein. Bei geringerer Windstärke wird der Vogel nach Lee versetzt.
Ingo Renner hat am 24. Oktober 1974 in Tocumwal (AUS) gezeigt, dass der dynamische Segelflug grundsätzlich auch mit Segelflugzeugen zu verwirklichen ist, als er mit einer Libelle H301 einen 20-minütigen dynamischen Segelflug absolvierte. Die Windscherung befand sich dabei an einer Inversion auf rund 300 Meter über Grund und betrug rund 70 km/h. In weiteren Flügen mit einer Pik 20 gelang es ihm, seine Technik so weit zu verfeinern, dass er sogar gegen den Wind vorfliegen konnte.
Trotzdem ist nicht zu erwarten, dass der dynamische Segelflug für den Streckenflug je eine Bedeutung bekommen wird. Einerseits ist er mit sehr großen Beschleunigungen verbunden, die den Piloten ähnlichen Belastungen aussetzen wie beim Kunstflug, was sehr schnell ermüdend ist. Und zweitens treten Windscherungen von genügender Stärke in aller Regel nur sehr bodennah auf, was die Fliegerei, gerade auch angesichts der großen Belastung, sehr gefährlich macht.
Im Modellflug hingegen hat sich der dynamische Segelflug etabliert. Hier kommen weder die körperliche Belastung noch die Sicherheitsprobleme zum Tragen, und die Modellflugzeuge können sehr viel extremer und auf sehr viel kleinerem Raum manövrieren als manntragende Segelflugzeuge. In der Regel wird der dynamische Modellsegelflug an Windscherungen durchgeführt, die von Bergkämmen verursacht werden.

## Landung

Landung einer ASK21 mit ausgefahrenen Bremsklappen

Ein Segelflugzeug setzt mit Energieüberschuss (Höhenreserve und erhöhte Geschwindigkeit) zur Landung an – der Pilot tastet sich sozusagen von oben an die Landung heran. Die überschüssige Energie wird dann mit Hilfe der Bremsklappen (Luftbremse), durch einen Seitengleitflug (sogenannter „Slip“) oder auch mit Hilfe eines Bremsschirmes in Reibungsenergie umgewandelt. Aufgrund dieser Energieumwandlung ist es möglich, dass Segelflugzeuge sehr präzise am gewünschten Landepunkt aufsetzen. Der Pilot kann zwar nicht durchstarten, hat aber genügend Reserve, um auch einem kurzfristig auftauchenden Hindernis ausweichen zu können. Die leicht erhöhte Geschwindigkeit (zum Vergleich: normaler Thermikflug: 80 km/h, Landung: 90–110 km/h) ist ein Sicherheitsaspekt, der bei Böen oder Luftwirbeln im Landeanflug als Sicherheitsreserve die Steuerbarkeit gewährleistet. Die Landung ist generell der schwierigste Teil des Fluges, bei dem höchste Konzentration vom Piloten gefordert wird.
Wenn der Pilot sich auf einem Streckenflug befindet und keine Höhenreserven mehr hat (etwa weil die Thermik gegen Abend nachgelassen hat), sucht er sich ein geeignetes Landefeld. Meist wählt er dazu eines der zahlreichen Segelfluggelände aus, von dem er nach Hause fliegen (Flugzeugschlepp) oder fahren (Flugzeug im Anhänger) kann. Ist kein Flugplatz mehr erreichbar, so muss er das Segelflugzeug auf einem Acker oder einer Wiese landen (Außenlandung). Dieser Vorgang wird bereits in der Ausbildung gelernt und ist Segelflugzeugen auf Überlandflügen in Deutschland gestattet.
Eine Außenlandung wird in Medien oft fälschlicherweise als Notlandung bezeichnet, unterscheidet sich von dieser aber durch die fehlende Notlage. Je nach Erfahrung des Piloten und Ambitioniertheit der zu fliegenden Strecke kommen Außenlandungen vergleichsweise häufig vor. Zu einer guten Überlandflugvorbereitung gehört deshalb die Organisation eines Rückholers und vermehrter Proviant (v. a. Wasser) für die Wartezeit auf dem Acker zwingend dazu.

## Ausbildung

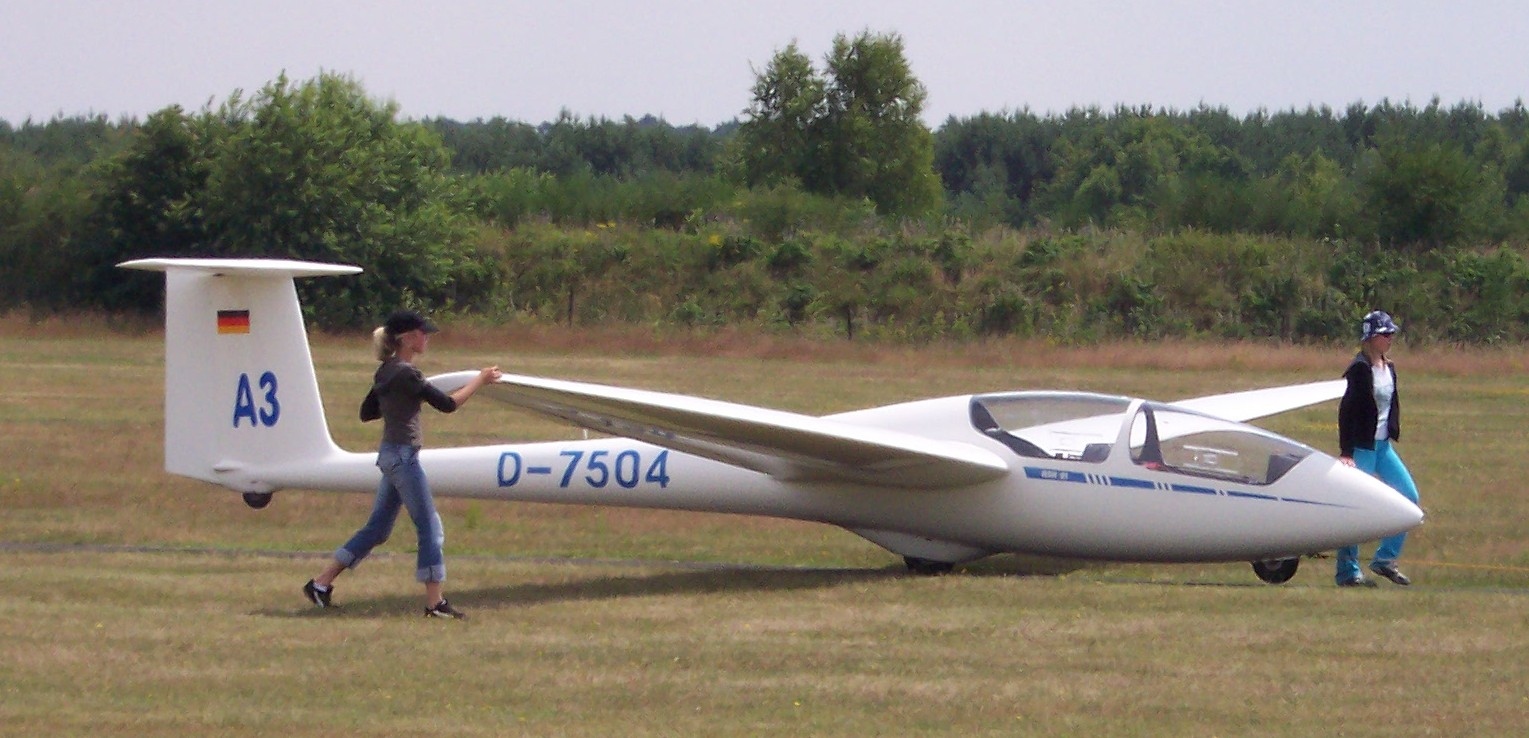
Die ASK 21, ein doppelsitziges Segelflugzeug, ist wegen ihrer gutmütigen Flugeigenschaften ein sehr beliebtes Schulflugzeug.

Die Flugausbildung zum Segelflugpiloten erfolgt zum großen Teil in Segelflugvereinen oder auch in kommerziellen Flugschulen. Die Ausbildung gliedert sich in drei Teile: Der erste Abschnitt beinhaltet das Erlernen der Grundtechniken des Segelfliegens, wie Starten, Kurvenflüge und Landen. Dieser Ausbildungsabschnitt erfolgt in einem doppelsitzigen Segelflugzeug. Er endet mit der sogenannten A-Prüfung, den ersten drei Alleinflügen. Hierbei wird zum ersten Mal das Flugzeug ohne Fluglehrer geflogen. Im zweiten Abschnitt werden die Grundtechniken im Alleinflug geübt, und es wird auf Einsitzer umgeschult. Auf die sogenannte B-Prüfung folgt die C-Prüfung. Bei diesen Prüfungen muss der Flugschüler zeigen, dass er auch ohne Fluglehrer mit einem Einsitzer bestimmte Aufgaben im Flug erfüllen kann. Mit der bestandenen C-Prüfung endet der zweite Ausbildungsabschnitt. Der dritte und letzte Abschnitt der Ausbildung befasst sich mit der Vorbereitung des thermischen Segelfliegens und vor allem der Ausbildung im Überlandflug. Es werden zunächst Überlandflüge mit Fluglehrern durchgeführt, bei denen der Flugschüler praktische Erfahrung in der Navigation mittels Luftfahrerkarte sammelt und lernt, die Wettersituation richtig einzuschätzen. Nach der theoretischen Prüfung (welche die Themengebiete Meteorologie, Navigation, Technik, Aerodynamik, Luftrecht, Verhalten in besonderen Fällen und Menschliches Leistungsvermögen umfasst) darf der Schüler Streckenflüge alleine durchführen. Mit einem Streckenflug über mindestens 50 km wird die Praktische Ausbildung abgeschlossen. Seit 2001 darf der 50 km Überlandflug allein durch einen Streckenflug mit Fluglehrer über 100 km ersetzt werden. Der Flug ist mittels Logger oder Barographen zu dokumentieren. Eine Bestätigung durch zwei Zeugen und den Fluglehrer reicht aber aus. Nach dem erfolgreichen Überlandflug kann die praktische Prüfung abgelegt werden. Nach bestandener Prüfung ist die Ausbildung beendet und der Flugschüler ist im Besitz eines Segelflugscheins nach EASA-FCL, dem SPL (Sailplane Pilot Licence), der 2012 den GPL und 2003 den PPL mit dem Beiblatt C ablöste.
Die Ausbildung kann mit 14 Jahren begonnen werden und dauert mindestens mehrere Monate bis maximal vier Jahre, bei professionellen Flugschulen ist die Ausbildung auch innerhalb einiger Wochen möglich. Die Lizenz kann in Deutschland mit 16 Jahren durch eine theoretische und praktische Prüfung erworben werden. Notwendig ist unter anderem ein Tauglichkeitszeugnis eines zugelassenen Flugarztes.
Da die Ausbildung in den Vereinen ehrenamtlich erfolgt, sind die Kosten durch Beitragsgebühren für den jeweiligen Verein gedeckt. Zusätzliche Kosten für den Lizenzerhalt stellen die medizinischen Tauglichkeitsuntersuchungen, der Erwerb eines Sprechfunkzeugnisses sowie die Prüfungsgebühren dar.
Der Vertrauensarzt des Bundesamtes für Zivilluftfahrt BAZL (Schweiz) bzw. der Fliegerarzt (Deutschland) kann Brillen oder Kontaktlinsen vorschreiben, und eine allgemein gesunde geistige und körperliche Verfassung ist nötig. Hörbehinderte müssen in der Lage sein, ohne Lippenablesen einer Person einwandfrei zu folgen. Für den Instrumentenflug sind die Bedingungen in der Schweiz strenger. International sind die Regeln für den Erwerb der Segelfluglizenz sehr unterschiedlich. In einigen Ländern, wie zum Beispiel Großbritannien, wird die Lizenz vom nationalen Sportverband vergeben, wenn theoretische und praktische Prüfungen bestanden wurden (Bronze C plus Streckensegelflug).

## Streckensegelflug
Beim Streckensegelflug geht es entweder darum, eine möglichst große Strecke zurückzulegen oder eine gegebene Strecke in möglichst kurzer Zeit zu absolvieren. Die Flugrouten und zu nutzenden Aufwinde müssen vom Pilot während des gesamten Fluges aktiv ausgewählt werden, was hohe Anforderungen an Konzentration und Ausdauer stellt.
Für die Nutzung der Aufwinde stehen unterschiedliche Strategien zur Verfügung. Der Pilot kann die Thermik bis zur größtmöglichen Höhe ausnutzen und sich dann bei moderater Vorfluggeschwindigkeit einen neuen Aufwind suchen. Schnellere Fluggeschwindigkeiten kann der Pilot erreichen, wenn er die stärksten Aufwindgebiete auswählt und sie nur bis zur Maximierung des Tempos nutzt, um dann zur nächsten Thermik weiterzufliegen; dies birgt das höhere Risiko einer frühen Landung. Erfahrene Piloten nutzen eine Mischung aus diesen beiden Strategien, je nach den Wetterverhältnissen. Mit der Optimierung der Reisegeschwindigkeit beschäftigt sich die Sollfahrttheorie.
In Mitteleuropa sind bei geeignetem Wetter Streckenflüge über mehrere hundert Kilometer möglich, vereinzelt wird auch die Tausendermarke überboten. Der aktuelle Weltrekord wurde am 19. Juni 2023 von Gordon Boettger mit Bruce Campbell in einem Arcus J in einem fast 18-stündigen Wellenflug aufgestellt und beträgt 3058,47 km. Damit löst dieser den am 21. Januar 2003 von Klaus Ohlmann in den Anden aufgestellten Rekord mit 3008,8 km ab.
Auch sind Rekorde mit bestimmten Flugzeugtypen der alten Holzbauklasse heute noch von Bedeutung. Am 25. April 1972 stellten Dr. Siegfried Baumgartl und Walter Schewe vom Luftsportverein Dinslaken e. V. mit einem Flug über 714 Kilometer vom Flugplatz Dinslaken/Schwarze Heide nach Angers in Frankreich einen Weltrekord für Doppelsitzer im Zielflug auf.
Solche Rekorde mit Flugzeugen der heutigen Zeit sind nicht vergleichbar, denn das Risiko der Außenlandung war wesentlich größer. Beim Transport moderner Flugzeuge bedarf es einer wesentlich kleineren Mannschaft der Bodentruppe, als es bei älteren Flugzeugen notwendig war.

## Wettbewerbe

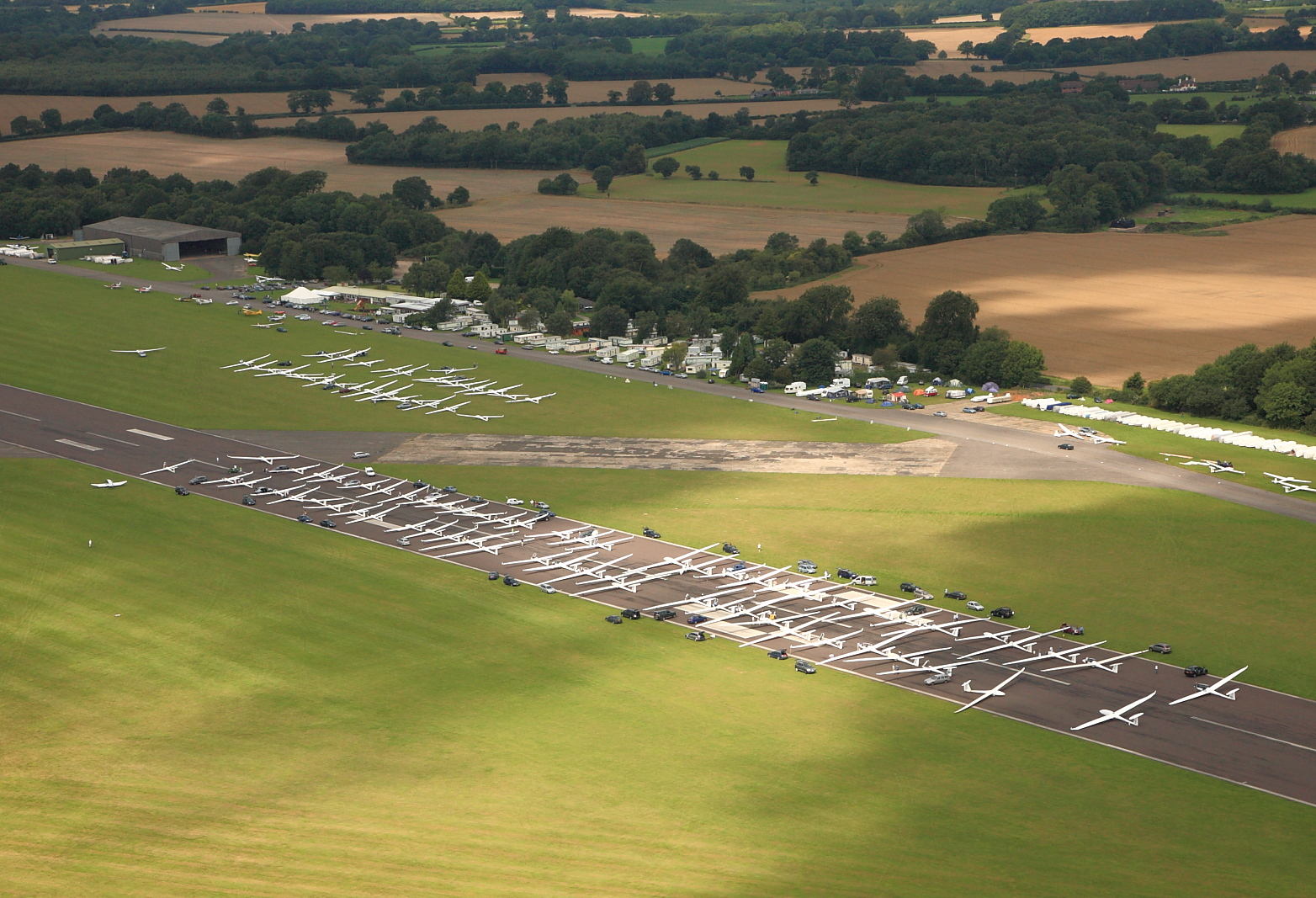
Startaufstellung der Offenen Klasse bei den Britischen Meisterschaften 2009 in Lasham

Im Streckensegelflug werden auch Wettbewerbe ausgerichtet. Bei diesen Wettbewerben geht es im Wesentlichen darum, eine vorgegebene Strecke möglichst schnell zurückzulegen. Es gibt regionale Wettbewerbe, Landes-, Europa- und Weltmeisterschaften.

### Disziplinen
In der einfachsten Form (dem „Racing Task“) müssen die Piloten zwei oder auch mehrere „Wendepunkte“ in vorgegebener Reihenfolge anfliegen. Gewonnen hat, wer am schnellsten wieder am Startplatz zurück ist. Zwischen den Wendepunkten ist die Wahl des Flugwegs Sache des Piloten. Ebenso ist dem Piloten die Wahl des Abflugzeitpunktes – innerhalb eines vorgegebenen Zeitfensters – freigestellt. Gemessen wird die Zeit vom tatsächlichen Überflug der Abfluglinie bis zur Überquerung der Ziellinie. Somit sind neben der Beobachtung des aktuellen Wetters (und der eigentlichen Flugtechnik) auch die Einschätzung der Wetterentwicklung und taktische Überlegungen zentrale Bestandteile des Segelflugwettbewerbs. Der Beweis, dass alle Wendepunkte umrundet worden sind, erfolgt heute durch einen elektronischen Logger, der die Wegdaten per GPS aufzeichnet.
Es gibt auch noch andere Formen von Aufgaben, bei fast allen geht es aber darum, eine möglichst hohe Durchschnittsgeschwindigkeit über die vorgegebene Strecke oder im vorgegebenen Zeitraum zu erreichen.
Die Tagesaufgabe wird von der Wettbewerbsleitung jeweils am Morgen aufgrund ihrer Wettereinschätzung bestimmt. Sie versucht dabei, die Möglichkeiten des Tages optimal auszuschöpfen. Um Zufallsergebnisse möglichst auszuschließen, erstreckt sich ein Wettbewerb über mehrere Tage. Die Dauer reicht von einem verlängerten Wochenende für kleine regionale Wettbewerbe bis zu zwei Wochen für Weltmeisterschaften. Es gibt verschiedene Segelflugzeugklassen, die getrennt bewertet werden.
Seit einigen Jahren werden Wettbewerbe auch in der Grand-Prix-Form durchgeführt. Bei dieser Wettbewerbsform fliegen alle Flugzeuge zur gleichen Zeit über die Startlinie, und der erste, der die Ziellinie überquert, gewinnt den Tag. Zusammen mit Systemen zum Live-Tracking und On-Board-Kameras wird damit vor allem die mediale Aufbereitung und Präsentation des Wettbewerbs publikumswirksam möglich.
Es bestanden Pläne, den Segelflug 1940 als olympische Disziplin einzuführen. Dazu wurde die DFS Olympia Meise konstruiert, die als Einheitsflugzeug eingesetzt werden sollte. Diese Pläne wurden durch den Zweiten Weltkrieg durchkreuzt und später aus verschiedenen Gründen nie mehr weiter verfolgt.

### Deutsche Meisterschaften
Jedes Jahr veranstaltet der Deutsche Aero Club im Zeitraum vom ersten März bis zum 30. September die dezentrale Deutsche Meisterschaft im Streckensegelflug (kurz DMSt). Bei diesem Wettbewerb werden Strecken um bis zu vier, vom Piloten frei wählbare Wendepunkte gewertet. Jeder geflogene Kilometer zählt pauschal einen Punkt. Eine vorherige Anmeldung im Flugdatenrekorder oder auf der ausrichtenden Onlineplattform WeGlide.org und eine erfolgreiche Durchführung des Fluges bringen zusätzlich Boni. Um die reine Pilotenleistung zu bestimmen, ist jedem Flugzeugtyp ein Index zugeordnet, der in die Berechnung der endgültigen Punktezahl des Fluges mit eingeht. Eine Liste der Indizes aller Flugzeugtypen wird vom Deutschen Aero Club veröffentlicht.
Außerdem werden im Zwei-Jahres-Rhythmus zentrale Deutsche Meisterschaften in verschiedenen Wettbewerbsklassen und zusätzlich Frauen- und Junioren-Meisterschaften ausgerichtet. Innerhalb dieser Wettbewerbe erfolgt die Qualifikation zu den internationalen Meisterschaften, also den jeweiligen Europa- und Weltmeisterschaften.

### Die Segelflug-Bundesliga
Eine relativ junge Variante des Streckensegelfluges ist die 2001 ins Leben gerufene Segelflug-Bundesliga (OLC-League). Dieser Mannschaftswettbewerb für Vereine wird als dezentraler Wettbewerb auf einer Online-Plattform ausgetragen. Dabei fliegen die Piloten landesweit in circa 19–20 Wochenrunden um die Punkte. Gewertet werden die jeweils drei schnellsten Flüge eines Vereines, wobei die Berechnung der Geschwindigkeit in einem Zeitfenster von zweieinhalb Stunden erfolgt und dieser Schnitt mit einem Flugzeugindex bewertet wird. In Deutschland wird in der Segelflug-Bundesliga (30 Vereine), der 2. Bundesliga (30 Vereine) sowie der Qualifikationsliga (ca. 500 Vereine) und der jeweiligen Landesliga der 16 Bundesländer gewertet. In der Schweiz werden alle circa 35 Vereine in der gleichen Liga gewertet.
2021 wurde vom Deutschen Aero Club die die Idee der Segelflug-Bundesliga dazu verwendet, parallel zu dieser einen ähnlichen Mannschaftswettbewerb auszutragen. Im Gegensatz zur Segelflug-Bundesliga wird die sogenannte DMST-Bundesliga nicht auf dem Wettbewerbsportal OLC, sondern auf der Plattform WeGlide.org ausgetragen. Dabei fliegen die Piloten landesweit in circa 17–18 Wochenrunden zwischen Ende April und Ende August um die Punkte. Gewertet werden die jeweils drei schnellsten Flüge und die jeweils drei weitesten Flüge eines Vereines, wobei die Berechnung der Geschwindigkeit in einem Zeitfenster von zwei Stunden erfolgt und dieser Schnitt mit einem Flugzeugindex bewertet wird. In Deutschland wird in der DMST-Bundesliga (25 Vereine), der 2. Bundesliga (25 Vereine) sowie fünf Landesligen (ca. 500 Vereine) geflogen. In der Schweiz werden alle circa 40 Vereine in der gleichen Liga gewertet.

### Kunstflug-Wettbewerbe

Rückenflug mit einer ASK21

Manche Segelflieger lassen sich im Kunstflug ausbilden. Auch hierzu gibt es Wettbewerbe.
Im Kunstflug-Wettbewerb geht es darum, ein vorgegebenes Programm in einem Würfel von 1000 m Kantenlänge so präzise und energiesparend wie möglich zu fliegen. Dieser Würfel, die sogenannte Box, ist aus Sicherheitsgründen um 400 m, in fortgeschrittenen Klassen um 200 m über Grund nach oben verschoben, so dass der Segelflieger sein Programm dort beenden muss. Ein Wettbewerb besteht aus mehreren Durchgängen: Bekannte Pflicht, Kür und eine oder mehrere unbekannte Pflichten, die vom Veranstalter erst kurz vor dem Durchgang bekanntgegeben werden und die nicht geübt werden dürfen. Gewertet werden die Flüge ähnlich wie beim Eiskunstlauf durch Schiedsrichter, die die Ausführung der einzelnen Figuren, aber auch die allgemeine Harmonie des Programms mit Punkten bewertet.

## Weltrekorde
- Höhenweltrekord: 23.200 m, aufgestellt von Jim Payne (USA) und Tim Gardner in einem Einzelstück namens Windward Performance Perlan II am 2. September 2018.[27]
- Streckenweltrekord: 3009 km, aufgestellt von Klaus Ohlmann (GER) und Karl Rabeder (AUT) in Argentinien in einem Schempp-Hirth Nimbus 4DM (Doppelsitzer) am 21. Januar 2003.[28]
- Geschwindigkeit über ein 1000-km-Dreieck: 169,72 km/h, Helmut H. Fischer (GER) in Südafrika in einem Schempp-Hirth Ventus am 5. Januar 1995.
- Durchschnittsgeschwindigkeit in einem Segelflugzeug über 300 km/h über eine Flugstrecke von 1000 Kilometern durch Klaus Ohlmann im Jahr 2006.[28]

Weitere Weltrekorde sind auf der Website der Fédération Aéronautique Internationale unter dem Reiter „Records“ abrufbar.
- Dauersegelflug wird seit Mitte der 1950er-Jahre nicht mehr anerkannt (siehe Abschnitt „Hangaufwind“). Der letzte von der FAI anerkannte Weltrekord wurde 1954 von den beiden Franzosen Bertrand Dauvin und Henry Couston auf Kranich III aufgestellt. Der Flug wurde vom 6. bis 8. April durchgeführt und dauerte insgesamt 57 Stunden und 10 Minuten.

## Bedeutung
Segelflug ist ein historisch gewachsenes Kulturgut, d. h. „etwas, was als kultureller Wert Bestand hat und bewahrt wird“. Nachdem der Flugpionier Otto Lilienthal in den 1890er-Jahren die ersten wissenschaftlichen Grundlagen und praktischen Erfahrungen geliefert hatte, vollzog sich eine kontinuierliche Weiterentwicklung der aerodynamischen Erkenntnisse und Perfektionierung der technischen Materialien zu dem ausgereiften heutigen Segelflugsport. Es kommt ihm eine sportliche, eine gesundheitliche, eine soziale, eine erlebnispädagogische und eine kulturelle Bedeutung zu. Eine Anerkennung des Segelfluges auf der Wasserkuppe als Immaterielles Kulturerbe der UNESCO auf Antrag der Gesellschaft zur Förderung des Segelfluges auf der Wasserkuppe wurde bisher abgelehnt. Hauptgrund ist die nichterfolgte Aufarbeitung der nationalsozialistischen Vergangenheit und der Übergangsphase im Nachkriegsdeutschland des deutschen Segelfliegens.

### Sportliche Bedeutung
Die sportliche Bedeutung ergibt sich aus der körperlichen, geistigen, bewegungstechnischen, emotionalen und sozialen Beanspruchung beim Ausüben der Sportart. Diese beginnt mit der gemeinsamen Wartung, der Pflege, dem Starten und Einholen der Maschinen in der Gruppe und setzt sich fort in der körperlichen Betätigung in der Luft. Der rapide Höhengewinn beim Windenstart oder Flugzeugschlepp und das Kreisen in Thermik, dynamischen Aufwinden oder Leewellen stellen eine hohe Kreislaufbelastung dar. Bei labiler Wetterlage können sich Steig- und Sinkraten von fünf bis zehn Metern pro Sekunde ergeben. Segelfliegen lässt sich als Freizeitsport, aber auch als Hochleistungssport in verschiedenen Meisterschaftsklassen realisieren. Dabei sind Flüge von mehreren Stunden und Strecken von über dreitausend Kilometern (Weltrekord 3009 km / 2003) erreichbar. Hinzu kommt der hoch anspruchsvolle Kunstflug, bei dem extreme g-Belastungen (Fliehkräfte beim Aufziehen bzw. im Abfangbogen) auf den Körper einwirken und ein hohes flugtechnisches Können des Piloten erforderlich ist.

### Gesundheitliche Bedeutung
Die gesundheitliche Bedeutung resultiert aus dem Charakter als Freiluftbetätigung und Freiluftsport. Schon kurze Flüge von wenigen Minuten in der Platzrunde bewirken durch die Steig- und Sinkbewegungen ein gesundheitsförderliches Kreislauftraining. Regelmäßige fliegerärztliche Überprüfungen der Gesundheit und ein gültiges fliegerärztliches Tauglichkeitszeugnis sind Vorschrift. Wegen der Atementlastung in der Höhe bieten Segelflugvereine häufig Kindern, die an Asthma bronchiale leiden, an besonderen Flugtagen das Mitfliegen an.

### Gesellschaftliche und soziale Bedeutung
Eine gesellschaftliche Bedeutung kommt dem Segelfliegen insofern zu, als es eine Sportart darstellt, die interessierten Menschen eine sinnhaltige Freizeitgestaltung ermöglicht und dabei zugleich eine gemeinschaftsbildende Funktion erfüllt. Da die Ausbildung zum Segelflieger bereits mit 14 Jahren begonnen werden kann, profitieren schon Jugendliche von der Bildungswirkung der Sportart, auch als Teil der Wagniserziehung in der Gruppe.
Segelfliegen ist nur als Gemeinschaftssport denkbar. Es sind Hilfsbereitschaft und Kameradschaft sowie ein gemeinschaftsdienliches Denken und Handeln gefragt, die bei der Starthilfe und beim Einholen der Flieger nach der Landung, auch von entfernten Außenlandeplätzen, bei der Bedienung der Winde, des Schleppflugzeugs und des Lepo (Seilrückholfahrzeug) zur Geltung kommen. Sie zeigen sich bei der Beteiligung am Hallendienst und dem Engagement bei der Wartung und Pflege der Maschinen. Und sie beweisen sich nicht zuletzt in Form von Geduld und Toleranz, wartend am Boden sitzen zu müssen, während ein Fliegerkamerad das gemeinsame Flugzeug für einen stundenlangen Flug in der schönsten Thermik nutzt.
Um den Gemeinschaftssport sinnvoll ausüben zu können, organisierten sich die Flugbegeisterten schon früh in Segelflugvereinen, die auf clubeigenem oder von der Gemeinde bereitgestelltem Fluggelände den fachlichen und privaten Austausch pflegen konnten und so ein Hineinwachsen in eine oft lebenslange Fliegergemeinschaft ermöglichten.

### Erlebnispädagogische Bedeutung
Segelfliegen ist ein Sport mit hohem Erlebniswert. Das Abheben vom Boden, die Auseinandersetzung mit den Luftströmungen erfordern Mut und Selbstvertrauen. Sie danken es aber mit einem beglückenden Erleben. Die Erfahrung, eine schwierig erscheinende Aufgabe, eine attraktive Sportart über einen entsprechenden Kompetenzerwerb souverän meistern zu können, ist vor allem in der Selbstfindungsphase der Jugendlichen von hohem pädagogischem Wert für die Charakterbildung. Segelfliegen findet sich deshalb auch in der Outward-Bound-Erziehung und entsprechenden erlebnispädagogischen Einrichtungen. Der Wagnisforscher Siegbert A. Warwitz nennt fünf Gründe für die Attraktivität und die pädagogische Bedeutung des Flugsports:
- den „Raumgewinn“, der den Luftraum als zusätzlichen Lebens- und Gestaltungsraum für den Sportler verfügbar macht,
- den „Perspektivgewinn“, der die Wahrnehmung verändert, indem er den Blick aus der „Vogelperspektive“ auf die Erde entdecken lässt,
- den „Körper- und Bewegungsgewinn“, der ein neues Körpergefühl und neue Bewegungsspielräume schafft,
- den „Geistigen Gewinn“, der in der intelligenten Nutzung von Fluggerät, Flugtechnik und Naturwissen besteht,
- den „Seelischen Gewinn“, der sich in den Glücksgefühlen beim Lösen von der Erdverhaftung und dem Erleben von Freiheit offenbart.

Der Philosoph Gotthard Günther brachte es Anfang der 1930er Jahre bis zum Internationalen Leistungsabzeichen („Silber-C“) und absolvierte später einen Kurs im „ingenieurmäßigen Segelfliegen“ am Deutschen Forschungsinstitut für Segelflieger in Darmstadt. Über den Einfluss der Fliegerei auf sein Denken sagte er: „Sehen Sie, 'Philosophie' das ist nur ein anderer Name für ‚Idealismus‘, und Idealismus ist der Aufstieg zu den abstrakten Regionen des Seins, ist Ablösung von den konkreten Bedingungen des Seins. […] Mir ging es im Flugzeug da oben am Himmel ähnlich wie in den verschneiten Bergen auf Skiern: ich atmete auf. Ich hatte dazu eine Affinität, ich weiß nicht warum. Und ich hatte auch eine Affinität zum Idealismus.“

### Geschichte
- Georg Brütting: Geschichte der Segelflugbewegung. In: Wolf Hirth (Hrsg.): Handbuch des Segelfliegens. 7. Auflage. Franckh’sche Verlagsbuchhandlung, Stuttgart 1957.
- Dietmar Geistmann: Die Entwicklung der Kunststoff-Segelflugzeuge. Motorbuch Verlag, Stuttgart 1976, ISBN 3-87943-483-2.
- Jochen von Kalckreuth: Das stille Abenteuer. Motorbuch Verlag, Stuttgart 2002, ISBN 3-613-02206-0.
- Peter Riedel: Erlebte Rhöngeschichte 1911–1926 Band I „Start in den Wind“. Motorbuch Verlag, Stuttgart 1977, ISBN 3-87943-539-1.
- Peter Riedel: Erlebte Rhöngeschichte 1927–1932 Band II „Vom Hangwind zur Thermik“. Motorbuch Verlag, Stuttgart 1984, ISBN 3-87943-981-8.
- Peter Riedel: Erlebte Rhöngeschichte 1933–1939 Band III „Über sonnige Weiten“. Motorbuch Verlag, Stuttgart 1985, ISBN 3-613-01047-X.
- Martin Simons: Segelflugzeuge 1920–1945 Eqip Verlag Königswinter 2001, ISBN 3-9806773-6-2.
- Martin Simons: Segelflugzeuge 1945–1965 Eqip Verlag Königswinter 2002, ISBN 3-9807977-3-2.
- Martin Simons: Segelflugzeuge 1965–2000 Eqip Verlag Königswinter 2003, ISBN 3-9808838-0-9.
- Dieter Vogt, Fotos: Gerhart Wagner: Segelflieger: Vom Wind verwöhnt. In: Geo-Magazin. Hamburg 1978, 10, S. 120–138. Die Striedieck-Story beginnt 1966 …. Erlebnisberichte verbunden mit der geschichtlichen Entwicklung des Segelflugs und dessen Beförderung durch den Versailler Vertrag. ISSN 0342-8311.
- Herbert Weishaupt: Das große Buch vom Flugsport. Weishaupt Verlag, Gnas 1996, ISBN 3-7059-0033-1.
- Philip Wills: Auf freien Schwingen. Motorbuch Verlag, Stuttgart 1975, ISBN 3-87943-377-1.
- Gerhard Wissmann: Abenteuer in Wind und Wolken – Die Geschichte des Segelfluges. Transpress Verlag, Berlin 1988, ISBN 3-344-00275-9.

### Lehrbücher
Grundausbildung
- Alexander Willberg: Segelfliegen für Anfänger. Motorbuch Verlag, Stuttgart 2016 (3. überarbeitete Auflage), ISBN 978-3-613-03658-1.
- Helmut Reichmann: Segelfliegen. Motorbuch Verlag, Stuttgart 1998 (1. Auflage 1979), ISBN 3-87943-660-6.
- Winfried Kassera: Flug ohne Motor. Motorbuch Verlag, Stuttgart 2005 (1. Auflage 1971), ISBN 3-613-02335-0.

Weiterführende Literatur
- Georg Brütting/Alexander Willberg/Rainer Hüls: Die berühmtesten Segelflugzeuge, Stuttgart 2009, ISBN 978-3-613-02999-6.
- Jochen von Kalckreuth: Segeln über den Alpen. Motorbuch Verlag, Stuttgart 2000 (1. Auflage 1972), ISBN 3-613-02047-5.
- Peter Mallinson, Mike Wollard: Handbuch des Segelkunstflugs. Eqip Verlag, Königswinter 2001, ISBN 3-9806773-5-4 (Übersetzung, 1. Auflage des englischen Originals 1999)
- Helmut Reichmann: Streckensegelflug. Motorbuch Verlag, Stuttgart 2005 (1. Auflage 1975), ISBN 3-613-02479-9.

### Zeitschriften
- Segelfliegen – Das Magazin für Segelflieger